# Светско првенство у хокеју на леду 2019.
Светско првенство у хокеју на леду 2019. (слч. Majstrovstvá sveta v ľadovom hokeji 2019) било је 83. по реду такмичењу за титулу светског првака у хокеју на леду у организацији Светске хокејашке федерације (ИИХФ). Домаћин турнира била је Словачка којој је ово тек друго домаћинство турнира након првенства 2011, а утакмице су се играле у Братислави и Кошицама. Првенство се играло у периоду од 10. до 26. маја 2019. године.
Нови учесници су две првопласиране селекције са прошлогодишњег првенства прве дивизије, повратник у елитну групу Италија и Велика Британија којој је то прво учешће у овом рангу такмичења још од првенства 1994. године. На првенству као и наредних година учествује 16 репрезентација подељених у две групе са по 8 екипа.
Титулу светског првака бранила је селекција Шведске.
Званична маскота првенства је медвед Мацејко.
Титулу светског првака, укупно трећу, освојила је репрезентација Финске која је у финалу победила Канаду резултатом 3:1, док је у утакмици за бронзану медаљу селекција Русија победила Чешку након бољег извођења пенала. Из елитне дивизије испале су репрезентације Француске и Аустрије које су биле последње у својим групама. 
На првенству су одигране 64 утакмице, а постигнуто је укупно 412 голова, или у просеку 6,44 погодака по утакмици. Све утакмице је уживо гледало 470.853 гледоца, или у просеку 7.357 гледаоца по утакмици. По избору директората турнира, за најкориснијег играча првенства проглашен је нападач репрезентације Канаде Марк Стоун, док је најефикаснији играч са 18 поена нападач шведског тима Вилијам Ниландер.

## Избор домаћина
Званичну кандидатуру за организацију СП 2019. поднеле су две земље — Швајцарска и Словачка. Међутим како је Швајцарска већ током јануара 2015. званично одустала од кандидатуре дајући приоритет организацији првенства годину дана касније. Пар месеци касније, Словачка као једини кандидат званично добија организацију првенства. Словачкој је то тек друга организација првенства елитне дивизије, пошто су први пут организовали првенство 2011. године.
Као и осам година раније, све утакмице светског првенства у Словачкој играле су се у два града, у главном граду Братислави и другом по величини граду у земљи, Кошицама. Утакмице у Братислави играле су се у Арени Ондреј Непела капацитета 10.055 места, односно у Стил арени у Кошицама капацитета 8.400 седећих места.
| Словачка                              |                             |
| БратиславаКошице                      |                             |
| Братислава                            | Кошице                      |
| Арена Ондреј Непела Капацитет: 10.055 | Стил арена Капацитет: 8.378 |
|                                       |                             |

## Учесници првенства
На турниру као и претходних неколико година учествује укупно 16 репрезентација подељених у две групе са по 8 екипа. Директан пласман на првенство обезбедило је 13 првопласираних репрезентација са Светског првенства 2018, затим домаћин првенства Словачка, те две најбоље пласиране селекције са Светског првенства прве дивизије 2018. (група А). Са европског континента долази 14 учесника, а два преостала тима су из Северне Америке. У односу на претходну годину новалије на првенству су селекције Италије и Велике Британије која се вратила у елитну групу први пут након 1994. године.
Приликом жреба екипе су биле подељене у 8 квалитетних група са по 2 тима, а састав група одређен је на основу стања на ранг листи ИИХФ након краја такмичарске 2018. године. Жреб је обављен 22. маја 2018, селскција Словачке је заменила место у групи са Норвешком те ће играти у Кошицама, док су организатори одлучили да Чешка и Аустрија у групној фази играју у Братислави. 
| Група А (Кошице) - Канада (1) - Сједињене Државе (4) - Финска (5) - Немачка (8) - Словачка (10) (домаћин) - Данска (12) - Француска (13) - Велика Британија (22) | Група Б (Братислава) - Шведска (2) - Русија (3) - Чешка (6) - Швајцарска (7) - Норвешка (9) - Летонија (11) - Аустрија (17) - Италија (19) |

## Систем такмичења
На турниру учествује укупно 16 репрезентација које су у основном делу подељене у две групе са по 8 екипа. Након седам одиграних кола групне фазе, где се игра по једнокружном бод систему свако са сваким, по 4 првопласиране селекције из обе групе такмичење настављају у четвртфиналу, док две последњепласиране екипе из обе групе испадају у нижи ранг такмичења. У случају да селекција Швајцарске која је домаћин наредног СП 2020. заузме последње место у својој групи, у нижи ранг такмичења испада следећа најслабија репрезентација (дакле седмопласирана). Самим тим пласман на наредно светско првенство обезбедит ће 13 првопласираних селекција, плус домаћин Швајцарска.
Распоред бодова у групној фази одвија се по следећем систему:
- 3 бода - победа након 60 минута игре;
- 2 бода - победа након продужетка или после извођења пенала;
- 1 бод - пораз након продужетка или извођења пенала;
- 0 бодова - пораз након 60 минута игре.

У децембру 2018. усвојене су промене у вези са продужецима, те је одлучено да се у свим придужецима игра са по 3 играча на леду на обе стране, док код финалне утакмице није планирано извођење пенала у случају нерешеног исхода након продужетака, већ би се играло нових 20 минута све док једна од екипа не постигне погодак. Такође је промењен и начин одређивања парова полуфинала који ће се одредити на основу пласмана у групној фази такмичења, па ће тако најбоље пласирани тим у групи играти са оним најслабијим из исте фазе такмичења.
Уколико су две или више екипа групну фазу завршиле са истим бројем бодова предност имају екипе које су имале бољи међусобни скор у директном дуелу, затим бољу гол разлику, потом више постигнутих голова, те на крају на основу пласмана на ИИХФ ранг листи.
Коначан пласман на позицијама од 5. до 16. места одређен је на основу резултата у групној и елиминационој фази.

### Састави тимова
У саставу сваке од репрезентације учеснице првенства мора да се налази најмање 15 играча у пољу (нападачи и одбрамбени играчи) и два голмана, односно максимално 22 играча у пољу и три голмана. Коначан састав сваког од тимова морао је бити званично објављен пре почетка првенства 10. маја 2019. године.

### Списак судија
Међународна хокејашка федерација је за турнир делегирала по 16 главних и линијских судија, а званичан списак судија објављен је 1. марта 2019. године. Судије и помоћници долазе из 14 различитих земаља.
| - Мануел Николић - Максим Сидоренко - Оливје Гуен - Брет Ајверсон - Гордон Шукис - Роман Гофман - Јевгениј Ромаско - Стивен Рено | - Џереми Тафтс - Петар Стано - Мико Каукокари - Алекси Рантала - Јан Хрибик - Мартин Фрањо - Линус Елунд - Тобиас Бјерк |

| - Дмитриј Гољак - Ендру Далтон - Рене Јенсен - Дастин Макранк - Нејтан Ваностен - Дмитриј Шишло - Глеб Лазарев - Вилијам Хенкок | - Брајан Оливер - Хану Сормунен - Лаури Никулаинен - Јуп Лермакерс - Јиржи Ондрачек - Мирослав Лхотски - Роман Кадерли - Андреас Малмквист |

## Групна фаза такмичења
У групној фази такмичења све екипе су подељене у две групе са по 8 тимова. Игра се по једнокружном бод систему у седам кола, а 4 првопласиране селекције из обе групе такмичење настављају у четвртфиналу, док две последњепласиране селекције испадају у нижи ранг такмичења (изузев у групи Б где се налази селекција Швајцарске која као домаћин наредног првенства не може да испадну у нижи ранг такмичења). Све утакмице групе А играју се у Кошицама, а утакмице групе Б у Братислави.
Утакмице групне фазе играт ће се укупно 11 дана, од 10. маја до 21. маја. У групној фази одиграт ће се укупно 56 утакмица, односно 28 у свакој од група.
Сатница обе групе је по локалном времену — средњоевропско летње време UTC+2.

### Група А
|  | Пласман у четвртфинале            |
|  | Релегација у Дивизију I - група A |

| Пл | Репрезентација   | Ут | П | Ппр | Ипр | И | ГД | ГП | ГР  | Бод |
| -- | ---------------- | -- | - | --- | --- | - | -- | -- | --- | --- |
| 1. | Канада           | 7  | 6 | 0   | 0   | 1 | 36 | 11 | +25 | 18  |
| 2. | Финска           | 7  | 5 | 0   | 1   | 1 | 22 | 11 | +11 | 16  |
| 3. | Немачка          | 7  | 5 | 0   | 0   | 2 | 18 | 18 | 0   | 15  |
| 4. | Сједињене Државе | 7  | 4 | 1   | 0   | 2 | 27 | 15 | +12 | 14  |
| 5. | Словачка         | 7  | 3 | 1   | 0   | 3 | 28 | 19 | +9  | 11  |
| 6. | Данска           | 7  | 1 | 1   | 1   | 4 | 18 | 23 | −5  | 6   |
| 7. | Велика Британија | 7  | 0 | 1   | 0   | 6 | 9  | 41 | −32 | 2   |
| 8. | Француска        | 7  | 0 | 0   | 2   | 5 | 14 | 34 | −20 | 2   |

| 10. мај 2019. 16:15 | Финска | 3 : 1 1:1, 0:0, 2:0 | Канада | Стил арена, Кошице Посетилаца: 6.764 |

| Извор                                                      | Извор           | Извор                       | Извор      | Извор                                                                        |
| ---------------------------------------------------------- | --------------- | --------------------------- | ---------- | ---------------------------------------------------------------------------- |
|                                                            | Кевин Ланкинен  | Голмани                     | Мет Мјуреј | Судије Тобијас Бјерк Јан Хрибик Линијске судије Брајан Оливер Јиржи Ондрачек |
| Капо Како − 06:47 − Арту Иломеки − 42:36 Капо Како − 59:26 | 1:0 1:1 2:1 3:1 | − 08:03 − Жонатан Маршесо − |            | Судије Тобијас Бјерк Јан Хрибик Линијске судије Брајан Оливер Јиржи Ондрачек |
| 2 мин                                                      | Искључења       | 4 мин                       |            | Судије Тобијас Бјерк Јан Хрибик Линијске судије Брајан Оливер Јиржи Ондрачек |
| 27                                                         | Шутеви на гол   | 21                          |            | Судије Тобијас Бјерк Јан Хрибик Линијске судије Брајан Оливер Јиржи Ондрачек |

| 10. мај 2019. 20:15 | Сједињене Државе | 1 : 4 1:1, 0:2, 0:1 | Словачка | Стил арена, Кошице Посетилаца: 7.430 |

| Извор                       | Извор               | Извор                                                                               | Извор        | Извор                                                                              |
| --------------------------- | ------------------- | ----------------------------------------------------------------------------------- | ------------ | ---------------------------------------------------------------------------------- |
|                             | Кори Шнајдер        | Голмани                                                                             | Патрик Рибар | Судије Оливје Гуан Јевгениј Ромаско Линијске судије Глеб Лазарев Андреас Малмквист |
| − Алекс Дебринкет − 12:05 − | 0:1 1:1 1:2 1:3 1:4 | 04:02 − Матуш Сукељ − 21:52 − Ерик Черњак 24:58 − Томаш Татар 55:54 − Михал Криштоф |              | Судије Оливје Гуан Јевгениј Ромаско Линијске судије Глеб Лазарев Андреас Малмквист |
| 4 мин                       | Искључења           | 4 мин                                                                               |              | Судије Оливје Гуан Јевгениј Ромаско Линијске судије Глеб Лазарев Андреас Малмквист |
| 26                          | Шутеви на гол       | 36                                                                                  |              | Судије Оливје Гуан Јевгениј Ромаско Линијске судије Глеб Лазарев Андреас Малмквист |

| 11. мај 2019. 12:15 | Данска | 5 : 4 (пен) 2:1, 1:3, 1:0 продужетак 0:0 пенали 1:0 | Француска | Стил арена, Кошице Посетилаца: 6.190 |

| Извор | Извор                                  | Извор | Извор         | Извор                                                                           |
| --- | -------------------------------------- | --- | ------------- | ------------------------------------------------------------------------------- |
| | Себастијан Дам                         | Голмани | Флоријан Арди | Судије Алекси Рантала Џереми Тафтс Линијске судије Дмитриј Гољак Јиржи Ондрачек |
| − Фредерик Сторм − 19:06 Маркус Лауридсен − 19:56 − Ларс Елер − 35:29 Јеспер Јенсен − 46:34 Ларс Елер Никлас Јенсен Микел Бедкер Фредерик Сторм | 0:1 1:1 2:1 2:2 2:3 2:4 3:4 4:4 Пенали | 08:55 − Шарл Бертран − 24:08 − Оливје Дам Малка 32:21 − Дамјен Флери 33:55 − Валентен Клеро − Александар Тегзје Шарл Бертран Антони Реш Саша Треј Дамјен Флери |               | Судије Алекси Рантала Џереми Тафтс Линијске судије Дмитриј Гољак Јиржи Ондрачек |
| 8 мин | Искључења                              | 8 мин |               | Судије Алекси Рантала Џереми Тафтс Линијске судије Дмитриј Гољак Јиржи Ондрачек |
| 39 | Шутеви на гол                          | 28 |               | Судије Алекси Рантала Џереми Тафтс Линијске судије Дмитриј Гољак Јиржи Ондрачек |

| 11. мај 2019. 16:15 | Немачка | 3 : 1 0:0, 1:0, 2:1 | Велика Британија | Стил арена, Кошице Посетилаца: 6.866 |

| Извор                                                             | Извор               | Извор                   | Извор     | Извор                                                                            |
| ----------------------------------------------------------------- | ------------------- | ----------------------- | --------- | -------------------------------------------------------------------------------- |
|                                                                   | Матијас Нидербергер | Голмани                 | Бен Боунс | Судије Оливје Гуен Јан Хрибик Линијске судије Андреас Малмквист Лаури Никулаинен |
| Мориц Зајдер − 39:21 − Јасин Ехлиц − 50:39 Леон Драјзајтл − 52:03 | 1:0 1:1 2:1 3:1     | − 43:36 − Мајк Хамонд − |           | Судије Оливје Гуен Јан Хрибик Линијске судије Андреас Малмквист Лаури Никулаинен |
| 2 мин                                                             | Искључења           | 4 мин                   |           | Судије Оливје Гуен Јан Хрибик Линијске судије Андреас Малмквист Лаури Никулаинен |
| 35                                                                | Шутеви на гол       | 17                      |           | Судије Оливје Гуен Јан Хрибик Линијске судије Андреас Малмквист Лаури Никулаинен |

| 11. мај 2019. 20:15 | Словачка | 2 : 4 1:2, 1:0, 0:2 | Финска | Стил арена, Кошице Посетилаца: 7.421 |

| Извор                                           | Извор                   | Извор                                                                            | Извор          | Извор                                                                             |
| ----------------------------------------------- | ----------------------- | -------------------------------------------------------------------------------- | -------------- | --------------------------------------------------------------------------------- |
|                                                 | Марек Чилијак           | Голмани                                                                          | Кевин Ланкинен | Судије Мануел Николић Максим Сидоренко Линијске судије Рене Јенсен Дастин Макранк |
| Ерик Чернак − 10:52 − Мартин Маринчин − 39:20 − | 1:0 1:1 1:2 2:2 2:3 2:4 | − 14:21 − Петери Линдбом 16:11 − Капо Како − 49:52 − Капо Како 59:45 − Капо Како |                | Судије Мануел Николић Максим Сидоренко Линијске судије Рене Јенсен Дастин Макранк |
| 6 мин                                           | Искључења               | 6 мин                                                                            |                | Судије Мануел Николић Максим Сидоренко Линијске судије Рене Јенсен Дастин Макранк |
| 25                                              | Шутеви на гол           | 27                                                                               |                | Судије Мануел Николић Максим Сидоренко Линијске судије Рене Јенсен Дастин Макранк |

| 12. мај 2019. 12:15 | Сједињене Државе | 7 : 1 3:0, 2:0, 2:1 | Француска | Стил арена, Кошице Посетилаца: 4.960 |

| Извор | Извор                           | Извор                  | Извор             | Извор                                                                            |
| --- | ------------------------------- | ---------------------- | ----------------- | -------------------------------------------------------------------------------- |
| | Тачер Демко                     | Голмани                | Себастијен Иленен | Судије Тобиас Бјер Максим Сидоренко Линијске судије Рене Јенсен Лаури Никулаинен |
| Алекс Дебринкет − 04:05 Френк Ватрано − 05:48 Алекс Дебринкет − 06:04 Колин Вајт − 33:56 Патрик Кејн − 35:52 Крис Крајдер − 40:55 − Колин Вајт − 54:21 | 1:0 2:0 3:0 4:0 5:0 6:0 6:1 7:1 | − 46:36 − Антони Реш − |                   | Судије Тобиас Бјер Максим Сидоренко Линијске судије Рене Јенсен Лаури Никулаинен |
| 6 мин | Искључења                       | 6 мин                  |                   | Судије Тобиас Бјер Максим Сидоренко Линијске судије Рене Јенсен Лаури Никулаинен |
| 42 | Шутеви на гол                   | 24                     |                   | Судије Тобиас Бјер Максим Сидоренко Линијске судије Рене Јенсен Лаури Никулаинен |

| 12. мај 2019. 16:15 | Данска | 1 : 2 0:0, 0:2, 1:0 | Немачка | Стил арена, Кошице Посетилаца: 5.605 |

| Извор                        | Извор          | Извор                                            | Извор               | Извор                                                                               |
| ---------------------------- | -------------- | ------------------------------------------------ | ------------------- | ----------------------------------------------------------------------------------- |
|                              | Себастијан Дам | Голмани                                          | Матијас Нидербергер | Судије Мануел Николић Јевгениј Ромаско Линијске судије Дастин Макранк Брајан Оливер |
| − Матијас Бав Хансен − 50:19 | 0:1 0:2 1:2    | 30:27 − Матијас Плахта 39:49 − Фредерик Тифелс − |                     | Судије Мануел Николић Јевгениј Ромаско Линијске судије Дастин Макранк Брајан Оливер |
| 14 мин                       | Искључења      | 14 мин                                           |                     | Судије Мануел Николић Јевгениј Ромаско Линијске судије Дастин Макранк Брајан Оливер |
| 38                           | Шутеви на гол  | 26                                               |                     | Судије Мануел Николић Јевгениј Ромаско Линијске судије Дастин Макранк Брајан Оливер |

| 12. мај 2019. 20:15 | Велика Британија | 0 : 8 0:2, 0:3, 0:3 | Канада | Стил арена, Кошице Посетилаца: 4.563 |

| Извор  | Извор                           | Извор | Извор       | Извор                                                                         |
| ------ | ------------------------------- | --- | ----------- | ----------------------------------------------------------------------------- |
|        | Бен Боунс Џексон Вистл          | Голмани | Картер Харт | Судије Алекси Рантала Џереми Тафтс Линијске судије Дмитриј Гољак Глеб Лазарев |
| −      | 0:1 0:2 0:3 0:4 0:5 0:6 0:7 0:8 | 02:42 − Матје Жозеф 12:33 − Ентони Манта 22:35 − Кајл Терис 27:05 − Дилан Строум 39:37 − Данте Фабро 40:57 − Калј Терис 46:46 − Шон Кутурије 50:27 − Ентони Манта |             | Судије Алекси Рантала Џереми Тафтс Линијске судије Дмитриј Гољак Глеб Лазарев |
| 16 мин | Искључења                       | 4 мин |             | Судије Алекси Рантала Џереми Тафтс Линијске судије Дмитриј Гољак Глеб Лазарев |
| 12     | Шутеви на гол                   | 56 |             | Судије Алекси Рантала Џереми Тафтс Линијске судије Дмитриј Гољак Глеб Лазарев |

| 13. мај 2019. 16:15 | Сједињене Државе | 3 : 2 (пр) 2:1, 0:1, 0:0; 1:0 | Финска | Стил арена, Кошице Посетилаца: 7.060 |

| Извор                                                        | Извор               | Извор                                         | Извор             | Извор                                                                          |
| ------------------------------------------------------------ | ------------------- | --------------------------------------------- | ----------------- | ------------------------------------------------------------------------------ |
|                                                              | Кори Шнајдер        | Голмани                                       | Вејни Вехвилеинен | Судије Јан Хрибик Јевгениј Ромашко Линијске судије Глеб Лазарев Јиржи Ондрачек |
| Брејди Шеј − 00:50 Џони Гудро − 10:36 − Дилан Ларкин − 63:47 | 1:0 2:0 2:1 2:2 3:2 | − 19:05 − Хари Песонен 39:28 − Нико Ојемеки − |                   | Судије Јан Хрибик Јевгениј Ромашко Линијске судије Глеб Лазарев Јиржи Ондрачек |
| 4 мин                                                        | Искључења           | 2 мин                                         |                   | Судије Јан Хрибик Јевгениј Ромашко Линијске судије Глеб Лазарев Јиржи Ондрачек |
| 29                                                           | Шутеви на гол       | 26                                            |                   | Судије Јан Хрибик Јевгениј Ромашко Линијске судије Глеб Лазарев Јиржи Ондрачек |

| 13. мај 2019. 20:15 | Словачка | 5 : 6 2:2, 2:3, 1:1 | Канада | Стил арена, Кошице Посетилаца: 7.420 |

| Извор | Извор                                       | Извор | Извор     | Извор                                                                              |
| --- | ------------------------------------------- | --- | --------- | ---------------------------------------------------------------------------------- |
| | Патрик Рибар                                | Голмани | Мет Мареј | Судије Тобиас Бјерк Мануел Николић Линијске судије Андреас Малмквист Брајан Оливер |
| Матуш Сукељ − 07:14 Адам Лишка − 08:18 − Ладислав Нађ − 21:49 Адам Лишка − 25:09 − Матуш Сукељ − 51:45 − | 1:0 2:0 2:1 2:2 3:2 4:2 4:3 4:4 4:5 5:5 5:6 | − 16:20 − Ентони Манта 18:10 − Ши Тиодор − 27:01 − Жонатан Маршесо 28:43 − Антони Сирели 36:40 − Трој Стечер − 59:59 − Марк Стоун |           | Судије Тобиас Бјерк Мануел Николић Линијске судије Андреас Малмквист Брајан Оливер |
| 10 мин                                                                                                   | Искључења                                   | 22 мин |           | Судије Тобиас Бјерк Мануел Николић Линијске судије Андреас Малмквист Брајан Оливер |
| 31 | Шутеви на гол                               | 28 |           | Судије Тобиас Бјерк Мануел Николић Линијске судије Андреас Малмквист Брајан Оливер |

| 14. мај 2019. 16:15 | Велика Британија | 0 : 9 0:3, 0:5, 0:1 | Данска | Стил арена, Кошице Посетилаца: 3.463 |

| Извор  | Извор                               | Извор | Извор          | Извор                                                                       |
| ------ | ----------------------------------- | --- | -------------- | --------------------------------------------------------------------------- |
|        | Бен Боунс Џексон Вистл              | Голмани | Себастијан Дам | Судије Мартин Фрањо Оливје Гуан Линијске судије Дмитриј Гољак Роман Кадерли |
| −      | 0:1 0:2 0:3 0:4 0:5 0:6 0:7 0:8 0:9 | 08:49 − Јеспер Јенсен ст. 09:37 − Матијас Бав Хансен 12:11 − Мортен Поулсен 21:08 − Филип Бругисер 23:17 − Ларс Елер 24:38 − Никлас Јенсен 31:00 − Никлас Јенсен 35:44 − Мортен Поулсен 51:53 − Мортен Поулсен |                | Судије Мартин Фрањо Оливје Гуан Линијске судије Дмитриј Гољак Роман Кадерли |
| 10 мин | Искључења                           | 6 мин |                | Судије Мартин Фрањо Оливје Гуан Линијске судије Дмитриј Гољак Роман Кадерли |
| 19     | Шутеви на гол                       | 42 |                | Судије Мартин Фрањо Оливје Гуан Линијске судије Дмитриј Гољак Роман Кадерли |

| 14. мај 2019. 20:15 | Немачка | 4 : 1 1:0, 2:1, 1:0 | Француска | Стил арена, Кошице Посетилаца: 4.013 |

| Извор                                                                                          | Извор                        | Извор                     | Извор         | Извор                                                                               |
| ---------------------------------------------------------------------------------------------- | ---------------------------- | ------------------------- | ------------- | ----------------------------------------------------------------------------------- |
|                                                                                                | Филип Грубауер Никлас Тројтл | Голмани                   | Флоријан Арди | Судије Јевгениј Ромаско Максим Сидоренко Линијске судије Глеб Лазарев Дмитриј Шишло |
| Мориц Зајдер − 17:07 − Матијас Плахта − 33:55 Леон Драјзајтл − 37:54 Корбинијан Холцер − 59:02 | 1:0 1:1 2:1 3:1 4:           | − 24:10 − Дамијен Флери − |               | Судије Јевгениј Ромаско Максим Сидоренко Линијске судије Глеб Лазарев Дмитриј Шишло |
| 10 мин                                                                                         | Искључења                    | 8 мин                     |               | Судије Јевгениј Ромаско Максим Сидоренко Линијске судије Глеб Лазарев Дмитриј Шишло |
| 31                                                                                             | Шутеви на гол                | 25                        |               | Судије Јевгениј Ромаско Максим Сидоренко Линијске судије Глеб Лазарев Дмитриј Шишло |

| 15. мај 2019. 16:15 | Сједињене Државе | 6 : 3 1:1, 3:1, 2:1 | Велика Британија | Стил арена, Кошице Посетилаца: 5.510 |

| Извор | Извор                               | Извор                                                             | Извор     | Извор                                                                                  |
| --- | ----------------------------------- | ----------------------------------------------------------------- | --------- | -------------------------------------------------------------------------------------- |
| | Тачер Демко                         | Голмани                                                           | Бен Боунс | Судије Тобијас Бјерк Мануел Николић Линијске судије Мирослав Лхотски Андреас Малмквист |
| Џејмс ван Римсдајк − 12:17 − Клејтон Келер − 29:07 Крис Крајдер − 31:20 Алекс Дебринкет − 37:54 − Патрик Кејн − 41:00 Дерек Рајан − 49:10 − | 1:0 1:1 2:1 3:1 4:1 4:2 5:2 6:2 6:3 | − 15:08 − Мајк Хамонд − 39:54 − Брет Перлини − 56:28 − Бен Дејвис |           | Судије Тобијас Бјерк Мануел Николић Линијске судије Мирослав Лхотски Андреас Малмквист |
| 0 мин | Искључења                           | 10 мин                                                            |           | Судије Тобијас Бјерк Мануел Николић Линијске судије Мирослав Лхотски Андреас Малмквист |
| 65 | Шутеви на гол                       | 26                                                                |           | Судије Тобијас Бјерк Мануел Николић Линијске судије Мирослав Лхотски Андреас Малмквист |

| 15. мај 2019. 20:15 | Немачка | 3 : 2 0:0, 1:2, 2:0 | Словачка | Стил арена, Кошице Посетилаца: 7.440 |

| Извор                                                                  | Извор               | Извор                                           | Извор         | Извор                                                                             |
| ---------------------------------------------------------------------- | ------------------- | ----------------------------------------------- | ------------- | --------------------------------------------------------------------------------- |
|                                                                        | Матијас Нидербергер | Голмани                                         | Марек Чилијак | Судије Мартин Фрањо Максим Сидоренко Линијске судије Јиржи Ондрачек Дмитриј Шишло |
| Марк Михелис − 23:54 − Маркус Ајзеншмид − 58:08 Леон Драјзајтл − 59:33 | 1:0 1:1 1:2 2:2 3:2 | − 28:30 − Андреј Секера 29:55 − Либор Худачек − |               | Судије Мартин Фрањо Максим Сидоренко Линијске судије Јиржи Ондрачек Дмитриј Шишло |
| 18 мин                                                                 | Искључења           | 18 мин                                          |               | Судије Мартин Фрањо Максим Сидоренко Линијске судије Јиржи Ондрачек Дмитриј Шишло |
| 21                                                                     | Шутеви на гол       | 36                                              |               | Судије Мартин Фрањо Максим Сидоренко Линијске судије Јиржи Ондрачек Дмитриј Шишло |

| 16. мај 2019. 16:15 | Канада | 5 : 2 3:0, 0:1, 2:1 | Француска | Стил арена, Кошице Посетилаца: 4.519 |

| Извор | Извор                       | Извор                                       | Извор              | Извор                                                                             |
| --- | --------------------------- | ------------------------------------------- | ------------------ | --------------------------------------------------------------------------------- |
| | Картер Харт                 | Голмани                                     | Анри Корентен Бизе | Судије Линус Елунд Стивен Рено Линијске судије Мирослав Лхотски Андреас Малмквист |
| Ентони Манта − 08:19 Дарнел Нерс − 10:50 Антони Сирели − 16:15 − Ентони Манта − 48:36 Марк Стоне − 50:27 | 1:0 2:0 3:0 3:1 3:2 4:2 5:2 | − 36:13 − Дамјен Флери 42:55 − Антони Реш − |                    | Судије Линус Елунд Стивен Рено Линијске судије Мирослав Лхотски Андреас Малмквист |
| 8 мин | Искључења                   | 10 мин                                      |                    | Судије Линус Елунд Стивен Рено Линијске судије Мирослав Лхотски Андреас Малмквист |
| 46 | Шутеви на гол               | 23                                          |                    | Судије Линус Елунд Стивен Рено Линијске судије Мирослав Лхотски Андреас Малмквист |

| 16. мај 2019. 20:15 | Финска | 3 : 1 0:0, 2:1, 1:0 | Данска | Стил арена, Кошице Посетилаца: 4.812 |

| Извор                                                           | Извор           | Извор                   | Извор          | Извор                                                                         |
| --------------------------------------------------------------- | --------------- | ----------------------- | -------------- | ----------------------------------------------------------------------------- |
|                                                                 | Кевин Ланкинен  | Голмани                 | Себастијан Дам | Судије Тобиас Бјерк Роман Гофман Линијске судије Вилијам Хенкок Роман Кадерли |
| − Капо Како − 25:49 Сакари Манинен − 34:19 Хари Песонен − 51:07 | 0:1 1:1 2:1 3:1 | 21:49 − Мортен Мадсен − |                | Судије Тобиас Бјерк Роман Гофман Линијске судије Вилијам Хенкок Роман Кадерли |
| 10 мин                                                          | Искључења       | 6 мин                   |                | Судије Тобиас Бјерк Роман Гофман Линијске судије Вилијам Хенкок Роман Кадерли |
| 37                                                              | Шутеви на гол   | 26                      |                | Судије Тобиас Бјерк Роман Гофман Линијске судије Вилијам Хенкок Роман Кадерли |

| 17. мај 2019. 16:15 | Француска | 3 : 6 0:2, 2:1, 1:3 | Словачка | Стил арена, Кошице Посетилаца: 7.440 |

| Извор                                                                      | Извор                               | Извор | Извор        | Извор                                                                           |
| -------------------------------------------------------------------------- | ----------------------------------- | --- | ------------ | ------------------------------------------------------------------------------- |
|                                                                            | Флоријан Арди Анри Корентен Бизе    | Голмани | Патрик Рибар | Судије Роман Гофман Гордон Шукис Линијске судије Роман Кадерли Мирослав Лхотски |
| − Антонен Манавјан − 32:16 Александар Тексије − 35:09 − Антони Реш − 57:50 | 0:1 0:2 0:3 1:3 2:3 2:4 2:5 2:6 3:6 | 13:25 − Рихард Пањик 19:10 − Матуш Сукељ 25:31 − Либор Худачек − 40:16 − Ерик Черњак 42:41 − Михал Чајковски 45:41 − Ладислав Нађ − |              | Судије Роман Гофман Гордон Шукис Линијске судије Роман Кадерли Мирослав Лхотски |
| 12 мин                                                                     | Искључења                           | 4 мин |              | Судије Роман Гофман Гордон Шукис Линијске судије Роман Кадерли Мирослав Лхотски |
| 20                                                                         | Шутеви на гол                       | 27 |              | Судије Роман Гофман Гордон Шукис Линијске судије Роман Кадерли Мирослав Лхотски |

| 17. мај 2019. 20:15 | Финска | 5 : 0 0:0, 3:0, 2:0 | Велика Британија | Стил арена, Кошице Посетилаца: 5.618 |

| Извор | Извор               | Извор   | Извор     | Извор                                                                        |
| --- | ------------------- | ------- | --------- | ---------------------------------------------------------------------------- |
| | Јуси Олкинуора      | Голмани | Бен Боунс | Судије Линус Елунд Стивен Рено Линијске судије Јуп Лермакерс Нејтан Ваностен |
| Тони Рајала − 20:24 Ате Охтама − 25:08 Јоел Кивиранта − 34:59 Кристијан Кусела − 57:27 Мико Лехтонен − 59:49 | 1:0 2:0 3:0 4:0 5:0 | −       |           | Судије Линус Елунд Стивен Рено Линијске судије Јуп Лермакерс Нејтан Ваностен |
| 4 мин | Искључења           | 8 мин   |           | Судије Линус Елунд Стивен Рено Линијске судије Јуп Лермакерс Нејтан Ваностен |
| 49 | Шутеви на гол       | 12      |           | Судије Линус Елунд Стивен Рено Линијске судије Јуп Лермакерс Нејтан Ваностен |

| 18. мај 2019. 12:15 | Данска | 1 : 7 0:4, 1:2, 0:1 | Сједињене Државе | Стил арена, Кошице Посетилаца: 6.184 |

| Извор                  | Извор                           | Извор | Извор        | Извор                                                                            |
| ---------------------- | ------------------------------- | --- | ------------ | -------------------------------------------------------------------------------- |
|                        | Симон Нилсен Патрик Галбрајт    | Голмани | Кори Шнајдер | Судије Мартин Фрањо Мико Каукокари Линијске судије Дмитриј Шишло Нејтан Ваностен |
| − Ник Олесен − 24:50 − | 0:1 0:2 0:3 0:4 1:4 1:5 1:6 1:7 | 10:34 − Френк Ватрано 11:03 − Алекс Дебринкет 14:24 − Џејмс ван Римсдајк 18:49 − Крис Крајдер − 31:55 − Џејмс ван Римсдајк 33:17 − Дилан Ларкин 51:19 − Џек Ајкел |              | Судије Мартин Фрањо Мико Каукокари Линијске судије Дмитриј Шишло Нејтан Ваностен |
| 8 мин                  | Искључења                       | 10 мин |              | Судије Мартин Фрањо Мико Каукокари Линијске судије Дмитриј Шишло Нејтан Ваностен |
| 22                     | Шутеви на гол                   | 26 |              | Судије Мартин Фрањо Мико Каукокари Линијске судије Дмитриј Шишло Нејтан Ваностен |

| 18. мај 2019. 16:15 | Канада | 8 : 1 2:0, 2:1, 4:0 | Немачка | Стил арена, Кошице Посетилаца: 6.510 |

| Извор | Извор                               | Извор                  | Извор         | Извор                                                                       |
| --- | ----------------------------------- | ---------------------- | ------------- | --------------------------------------------------------------------------- |
| | Мет Мареј                           | Голмани                | Никлас Тројтл | Судије Роман Гофман Петар Стано Линијске судије Роман кадерли Јуп Лермакерс |
| Тома Шабо − 02:01 Марк Стоун − 16:43 Марк Стоун − 26:02 − Марк Стоун − 38:49 Ентони Манта − 43:01 Ентони Манта− 44:55 Сем Рајнхарт − 45:28 Антони Сирели − 53:10 | 1:0 2:0 3:0 3:1 4:1 5:1 6:1 7:1 8:1 | − 38:01 − Јасин Елиц − |               | Судије Роман Гофман Петар Стано Линијске судије Роман кадерли Јуп Лермакерс |
| 12 мин | Искључења                           | 18 мин                 |               | Судије Роман Гофман Петар Стано Линијске судије Роман кадерли Јуп Лермакерс |
| 49 | Шутеви на гол                       | 16                     |               | Судије Роман Гофман Петар Стано Линијске судије Роман кадерли Јуп Лермакерс |

| 18. мај 2019. 20:15 | Велика Британија | 1 : 7 1:3, 0:3, 0:1 | Словачка | Стил арена, Кошице Посетилаца: 7.440 |

| Извор                   | Извор                           | Извор | Извор       | Извор                                                                            |
| ----------------------- | ------------------------------- | --- | ----------- | -------------------------------------------------------------------------------- |
|                         | Бен Боунс Џексон Вистл          | Голмани | Денис Годла | Судије Брет Ајверсон Стивен Рено Линијске судије Вилијам Хенкон Мирослав Лхотски |
| − Мајк Хамонд − 17:44 − | 0:1 0:2 0:3 1:3 1:4 1:5 1:6 1:7 | 02:04 − Андреј Секера 02:25 − Томаш Татар 09:02 − Мартин Маринчин − 24:33 − Михал Чајковски 29:09 − Маријан Студенич 35:11 − Матуш Сукељ 58:00 − Давид Бондра |             | Судије Брет Ајверсон Стивен Рено Линијске судије Вилијам Хенкон Мирослав Лхотски |
| 4 мин                   | Искључења                       | 4 мин |             | Судије Брет Ајверсон Стивен Рено Линијске судије Вилијам Хенкон Мирослав Лхотски |
| 17                      | Шутеви на гол                   | 38 |             | Судије Брет Ајверсон Стивен Рено Линијске судије Вилијам Хенкон Мирослав Лхотски |

| 19. мај 2019. 16:15 | Немачка | 1 : 3 1:1, 0:0, 0:2 | Сједињене Државе | Стил арена, Кошице Посетилаца: 6.293 |

| Извор                     | Извор                | Извор                                                               | Извор        | Извор                                                                        |
| ------------------------- | -------------------- | ------------------------------------------------------------------- | ------------ | ---------------------------------------------------------------------------- |
|                           | Матијасн Нидербергер | Голмани                                                             | Кори Шнајдер | Судије Линус Елунд Петар Стано Линијске судије Хану Сормунен Нејтан Ваностен |
| Фредерик Тифелс − 11:55 − | 1:0 1:1 1:2 1:3      | − 13:47 − Џејмс ван Римсдајк 50:03 − Дилан Ларкин 56:15 − Џек Ајкел |              | Судије Линус Елунд Петар Стано Линијске судије Хану Сормунен Нејтан Ваностен |
| 2 мин                     | Искључења            | 4 мин                                                               |              | Судије Линус Елунд Петар Стано Линијске судије Хану Сормунен Нејтан Ваностен |
| 25                        | Шутеви на гол        | 29                                                                  |              | Судије Линус Елунд Петар Стано Линијске судије Хану Сормунен Нејтан Ваностен |

| 19. мај 2019. 20:15 | Француска | 0 : 3 0:1, 0:1, 0:1 | Финска | Стил арена, Кошице Посетилаца: 4.682 |

| Извор  | Извор         | Извор                                                           | Извор          | Извор                                                                       |
| ------ | ------------- | --------------------------------------------------------------- | -------------- | --------------------------------------------------------------------------- |
|        | Флоријан Арди | Голмани                                                         | Кевин Ланкинен | Судије Мартин Фрањо Гордон Шукис Линијске судије Ендру Далтон Дмитриј Шишло |
| −      | 0:1 0:2 0:3   | 09:24 − Јоел Кивиранта 21:51 − Нико Микола 52:31 − Јере Салинен |                | Судије Мартин Фрањо Гордон Шукис Линијске судије Ендру Далтон Дмитриј Шишло |
| 14 мин | Искључења     | 8 мин                                                           |                | Судије Мартин Фрањо Гордон Шукис Линијске судије Ендру Далтон Дмитриј Шишло |
| 21     | Шутеви на гол | 47                                                              |                | Судије Мартин Фрањо Гордон Шукис Линијске судије Ендру Далтон Дмитриј Шишло |

| 20. мај 2019. 16:15 | Француска | 3 : 4 (про) 0:0, 3:2, 0:1; 0:1 | Велика Британија | Стил арена, Кошице Посетилаца: 7.440 |

| Извор                                                     | Извор                       | Извор                                                                              | Извор     | Извор                                                                         |
| --------------------------------------------------------- | --------------------------- | ---------------------------------------------------------------------------------- | --------- | ----------------------------------------------------------------------------- |
|                                                           | Флоријан Арди               | Голмани                                                                            | Бен Боунс | Судије Мико Каукокари Петар Стано Линијске судије Роман Кадерли Јуп Лермакерс |
| Антони Реш − 23:36 Саша Треј − 27:31 Антони Реш − 27:37 − | 1:0 2:0 3:0 3:1 3:2 3:3 3:4 | − 34:59 − Роберт Доуд 38:04 − Мајк Хамонд 45:16 − Роберт Фармер 62:03 − Бен Дејвис |           | Судије Мико Каукокари Петар Стано Линијске судије Роман Кадерли Јуп Лермакерс |
| 4 мин                                                     | Искључења                   | 4 мин                                                                              |           | Судије Мико Каукокари Петар Стано Линијске судије Роман Кадерли Јуп Лермакерс |
| 36                                                        | Шутеви на гол               | 30                                                                                 |           | Судије Мико Каукокари Петар Стано Линијске судије Роман Кадерли Јуп Лермакерс |

| 20. мај 2019. 20:15 | Канада | 5 : 0 3:0, 1:0, 1:0 | Данска | Стил арена, Кошице Посетилаца: 4.665 |

| Извор | Извор                       | Извор   | Извор           | Извор                                                                       |
| --- | --------------------------- | ------- | --------------- | --------------------------------------------------------------------------- |
| | Картер Харт Макензи Блеквуд | Голмани | Патрик Галбрајт | Судије Линус Елунд Гордон Шукис Линијске судије Ендру Далтон Вилијам Хенкок |
| Пјер Лик Дибоа − 02:00 Џаред Макан − 06:06 Жонатан Маршесо − 08:23 Сем Рајнхарт − 33:53 Сем Рајнхарт − 44:34 | 1:0 2:0 3:0 4:0 5:0         | −       |                 | Судије Линус Елунд Гордон Шукис Линијске судије Ендру Далтон Вилијам Хенкок |
| 8 мин | Искључења                   | 6 мин   |                 | Судије Линус Елунд Гордон Шукис Линијске судије Ендру Далтон Вилијам Хенкок |
| 34 | Шутеви на гол               | 24      |                 | Судије Линус Елунд Гордон Шукис Линијске судије Ендру Далтон Вилијам Хенкок |

| 21. мај 2019. 12:15 | Финска | 2 : 4 1:1, 1:1, 0:2 | Немачка | Стил арена, Кошице Посетилаца: 6.685 |

| Извор                                             | Извор                   | Извор                                                                                         | Извор          | Извор                                                                          |
| ------------------------------------------------- | ----------------------- | --------------------------------------------------------------------------------------------- | -------------- | ------------------------------------------------------------------------------ |
|                                                   | Кевин Ланкинен          | Голмани                                                                                       | Филип Грубауер | Судије Роман Гофман Стивен Рено Линијске судије Вилијам Хенкон Нејтан Ваностен |
| Хари Песонен − 15:05 − Јухани Тирвеинен − 24:07 − | 1:0 1:1 2:1 2:2 2:3 2:4 | − 17:04 − Марк Михаелис − 33:13 − Доминик Кахун 44:46 − Леон Драјзајтл 59:00 − Леон Драјзајтл |                | Судије Роман Гофман Стивен Рено Линијске судије Вилијам Хенкон Нејтан Ваностен |
| 4 мин                                             | Искључења               | 8 мин                                                                                         |                | Судије Роман Гофман Стивен Рено Линијске судије Вилијам Хенкон Нејтан Ваностен |
| 41                                                | Шутеви на гол           | 21                                                                                            |                | Судије Роман Гофман Стивен Рено Линијске судије Вилијам Хенкон Нејтан Ваностен |

| 21. мај 2019. 16:15 | Словачка | 2 : 1 (пен) 0:0, 1:0, 0:1; 0:0; 1:0 | Данска | Стил арена, Кошице Посетилаца: 7.440 |

| Извор                                                                                         | Извор          | Извор                                                                        | Извор          | Извор                                                                        |
| --------------------------------------------------------------------------------------------- | -------------- | ---------------------------------------------------------------------------- | -------------- | ---------------------------------------------------------------------------- |
|                                                                                               | Денис Годла    | Голмани                                                                      | Себастијан Дам | Судије Брет Ајверсон Линус Елунд Линијске судије Јуп Лермакерс Хану Сормунен |
| Мартин Маринчин − 39:04 − Маријан Студенич Матуш Сукељ Ладислав Нађ Томаш Татар Михал Криштоф | 1:0 1:1 Пенали | − 46:41 − Микел Бедкер Микел Бедкер Петер Регин Никлас Јенсен Фредерик Сторм |                | Судије Брет Ајверсон Линус Елунд Линијске судије Јуп Лермакерс Хану Сормунен |
| 10 мин                                                                                        | Искључења      | 4 мин                                                                        |                | Судије Брет Ајверсон Линус Елунд Линијске судије Јуп Лермакерс Хану Сормунен |
| 29                                                                                            | Шутеви на гол  | 14                                                                           |                | Судије Брет Ајверсон Линус Елунд Линијске судије Јуп Лермакерс Хану Сормунен |

| 21. мај 2019. 20:15 | Канада | 3 : 0 2:0, 1:0, 0:0 | Сједињене Државе | Стил арена, Кошице Посетилаца: 7.440 |

| Извор                                                         | Извор         | Извор   | Извор        | Извор                                                                             |
| ------------------------------------------------------------- | ------------- | ------- | ------------ | --------------------------------------------------------------------------------- |
|                                                               | Мет Мареј     | Голмани | Кори Шнајдер | Судије Мартин Фрањо Мико Каукокари Линијске судије Мирослав Лхотски Дмитриј Шишло |
| Пјер Лик Дибоа − 01:49 Кајл Терис − 08:02 Џаред Макан − 35:59 | 1:0 2:0 3:0   | −       |              | Судије Мартин Фрањо Мико Каукокари Линијске судије Мирослав Лхотски Дмитриј Шишло |
| 14 мин                                                        | Искључења     | 4 мин   |              | Судије Мартин Фрањо Мико Каукокари Линијске судије Мирослав Лхотски Дмитриј Шишло |
| 36                                                            | Шутеви на гол | 28      |              | Судије Мартин Фрањо Мико Каукокари Линијске судије Мирослав Лхотски Дмитриј Шишло |

### Група Б
|  | Пласман у четвртфинале            |
|  | Релегација у Дивизију I - група A |

| Пл | Репрезентација | Ут | П | Ппр | Ипр | И | ГД | ГП | ГР  | Бод |
| -- | -------------- | -- | - | --- | --- | - | -- | -- | --- | --- |
| 1. | Русија         | 7  | 7 | 0   | 0   | 0 | 36 | 7  | +29 | 21  |
| 2. | Чешка          | 7  | 6 | 0   | 0   | 1 | 39 | 14 | +25 | 18  |
| 3. | Шведска        | 7  | 5 | 0   | 0   | 2 | 41 | 21 | +20 | 15  |
| 4. | Швајцарска     | 7  | 4 | 0   | 0   | 3 | 27 | 14 | +13 | 12  |
| 5. | Летонија       | 7  | 3 | 0   | 0   | 4 | 21 | 20 | +1  | 9   |
| 6. | Норвешка       | 7  | 2 | 0   | 0   | 5 | 19 | 33 | −14 | 6   |
| 7. | Италија        | 7  | 0 | 1   | 0   | 6 | 5  | 48 | −43 | 2   |
| 8. | Аустрија       | 7  | 0 | 0   | 1   | 6 | 9  | 40 | −31 | 1   |

| 10. мај 2019. 16:15 | Русија | 5 : 2 2:0, 2:0, 1:2 | Норвешка | Арена Ондреј Непела, Братислава Посетилаца: 7.698 |

| Извор | Извор                       | Извор                                            | Извор            | Извор                                                                          |
| --- | --------------------------- | ------------------------------------------------ | ---------------- | ------------------------------------------------------------------------------ |
| | Андреј Василевски           | Голмани                                          | Хенрик Хавкеланд | Судије Мартин Фрањо Стивен Рено Линијске судије Роман Кадерли Мирослав Лхотски |
| Јевгениј Дадонов − 08:39 Артјом Анисимов − 14:33 Никита Кучеров − 28:13 Јевгениј Дадонов − 29:47 Никита Гусев − 41:26 − | 1:0 2:0 3:0 4:0 5:0 5:1 5:2 | − 56:07 − Томас Валкве Олсен 57:47 − Јонас Холес |                  | Судије Мартин Фрањо Стивен Рено Линијске судије Роман Кадерли Мирослав Лхотски |
| 6 мин | Искључења                   | 8 мин                                            |                  | Судије Мартин Фрањо Стивен Рено Линијске судије Роман Кадерли Мирослав Лхотски |
| 27 | Шутеви на гол               | 27                                               |                  | Судије Мартин Фрањо Стивен Рено Линијске судије Роман Кадерли Мирослав Лхотски |

| 10. мај 2019. 20:15 | Чешка | 5 : 2 1:0, 1:2, 3:0 | Шведска | Арена Ондреј Непела, Братислава Посетилаца: 8.723 |

| Извор | Извор                       | Извор                                               | Извор            | Извор                                                                          |
| --- | --------------------------- | --------------------------------------------------- | ---------------- | ------------------------------------------------------------------------------ |
| | Патрик Бартошак             | Голмани                                             | Хенрик Лундквист | Судије Роман Гофман Брет Ајверсон Линијске судије Вилијам Хенкок Хану Сормунен |
| Јакуб Врана − 01:55 − Доминик Кубалик − 36:36 Михаел Фролик − 40:33 Јакуб Врана − 55:50 Јан Коварж − 59:04 | 1:0 1:1 1:2 2:2 3:2 4:2 5:2 | − 20:24 − Патрик Хернквист 23:01 − Оскар Линдблом − |                  | Судије Роман Гофман Брет Ајверсон Линијске судије Вилијам Хенкок Хану Сормунен |
| 14 мин | Искључења                   | 14 мин                                              |                  | Судије Роман Гофман Брет Ајверсон Линијске судије Вилијам Хенкок Хану Сормунен |
| 32 | Шутеви на гол               | 32                                                  |                  | Судије Роман Гофман Брет Ајверсон Линијске судије Вилијам Хенкок Хану Сормунен |

| 11. мај 2019. 12:15 | Швајцарска | 9 : 0 4:0, 2:0, 3:0 | Италија | Арена Ондреј Непела, Братислава Посетилаца: 8.463 |

| Извор | Извор                               | Извор   | Извор           | Извор                                                                         |
| --- | ----------------------------------- | ------- | --------------- | ----------------------------------------------------------------------------- |
| | Рето Бера                           | Голмани | Андреас Бернард | Судије Мартин Фрањо Линус Елунд Линијске судије Хану Сормунен Нејтан Ваностен |
| Кевин Фјала − 01:17 Грегори Хофман − 07:24 Лино Марчини − 10:06 Венсан Праплан − 19:54 Симон Мозер − 21:06 Кевин Фјала − 23:32 Кевин Фјала − 41:14 Ромен Лефел−46:55 Нико Хишир − 23:32 | 1:0 2:0 3:0 4:0 5:0 6:0 7:0 8:0 9:0 | −       |                 | Судије Мартин Фрањо Линус Елунд Линијске судије Хану Сормунен Нејтан Ваностен |
| 2 мин | Искључења                           | 8 мин   |                 | Судије Мартин Фрањо Линус Елунд Линијске судије Хану Сормунен Нејтан Ваностен |
| 61 | Шутеви на гол                       | 19      |                 | Судије Мартин Фрањо Линус Елунд Линијске судије Хану Сормунен Нејтан Ваностен |

| 11. мај 2019. 16:15 | Летонија | 5 : 2 1:1, 0:0, 4:1 | Аустрија | Арена Ондреј Непела, Братислава Посетилаца: 8.917 |

| Извор | Извор                       | Извор                                            | Извор        | Извор                                                                      |
| --- | --------------------------- | ------------------------------------------------ | ------------ | -------------------------------------------------------------------------- |
| | Кристерс Гудљевскис         | Голмани                                          | Давид Кикерт | Судије Роман Гофман Петар Стано Линијске судије Ендру Далтон Роман Кадерли |
| − Рудолфс Балцерс − 15:21 Лаурис Дарзињш − 40:23 Родриго Аболс − 44:19 Гинтс Меија − 47:16 − Роналдс Кенињш − 56:00 | 0:1 1:1 2:1 3:1 4:1 4:2 5:2 | 14:39 − Михаел Рафл − 55:44 − Рафаел Хербургер − |              | Судије Роман Гофман Петар Стано Линијске судије Ендру Далтон Роман Кадерли |
| 6 мин | Искључења                   | 35 мин                                           |              | Судије Роман Гофман Петар Стано Линијске судије Ендру Далтон Роман Кадерли |
| 39 | Шутеви на гол               | 18                                               |              | Судије Роман Гофман Петар Стано Линијске судије Ендру Далтон Роман Кадерли |

| 11. мај 2019. 20:15 | Норвешка | 2 : 7 1:3, 0:2, 1:2 | Чешка | Арена Ондреј Непела, Братислава Посетилаца: 9.033 |

| Извор                                                | Извор                               | Извор | Извор        | Извор                                                                          |
| ---------------------------------------------------- | ----------------------------------- | --- | ------------ | ------------------------------------------------------------------------------ |
|                                                      | Хенрик Хаукеланд Хенрик Холм        | Голмани | Шимон Хрубец | Судије Мико Каукокари Гордон Шукис Линијске судије Јуп Лермакерс Дмитриј Шишло |
| − Тобијас Линдстрем − 10:14 − Сондре Олден − 40:52 − | 0:1 0:2 1:2 1:3 1:4 1:5 2:5 2:6 2:7 | 02:33 − Филип Хронек 06:34 − Филип Хронек − 15:32 − Михаел Фролик 23:17 − Михаел Фролик 33:36 − Михал Ржепик − 41:30 − Филип Хитил 44:52 − Доминик Кубалик |              | Судије Мико Каукокари Гордон Шукис Линијске судије Јуп Лермакерс Дмитриј Шишло |
| 8 мин                                                | Искључења                           | 14 мин |              | Судије Мико Каукокари Гордон Шукис Линијске судије Јуп Лермакерс Дмитриј Шишло |
| 24                                                   | Шутеви на гол                       | 42 |              | Судије Мико Каукокари Гордон Шукис Линијске судије Јуп Лермакерс Дмитриј Шишло |

| 12. мај 2019. 12:15 | Русија | 5 : 0 1:0, 2:0, 2:0 | Аустрија | Арена Ондреј Непела, Братислава Посетилаца: 9.033 |

| Извор | Извор                | Извор   | Извор              | Извор                                                                        |
| --- | -------------------- | ------- | ------------------ | ---------------------------------------------------------------------------- |
| | Александар Георгијев | Голмани | Бернхард Штаркбаум | Судије Линус Елунд Гордон Шукис Линијске судије Јуп Лемакерс Нејтан Ваностен |
| Јевгениј Дадонов − 12:15 Никита Кучеров − 34:23 Иван Телегин − 34:59 Јевгениј Дадонов − 40:15 Иља Коваљчук − 44:06 | 1:0 2:0 3:0 4:0 5:0  | −       |                    | Судије Линус Елунд Гордон Шукис Линијске судије Јуп Лемакерс Нејтан Ваностен |
| 2 мин | Искључења            | 8 мин   |                    | Судије Линус Елунд Гордон Шукис Линијске судије Јуп Лемакерс Нејтан Ваностен |
| 37 | Шутеви на гол        | 15      |                    | Судије Линус Елунд Гордон Шукис Линијске судије Јуп Лемакерс Нејтан Ваностен |

| 12. мај 2019. 16:15 | Италија | 0 : 8 0:1, 0:1, 0:6 | Шведска | Арена Ондреј Непела, Братислава Посетилаца: 6.984 |

| Извор | Извор                           | Извор | Извор            | Извор                                                                     |
| ----- | ------------------------------- | --- | ---------------- | ------------------------------------------------------------------------- |
|       | Марко Де Филипо                 | Голмани | Хенрик Лундквист | Судије Стивен Рено Петар Стано Линијске судије Ендру Далтон Дмитриј Шишло |
| −     | 0:1 0:2 0:3 0:4 0:5 0:6 0:7 0:8 | 02:10 − Антон Ландер 25:25 − Патрик Хернквист 41:57 − Оскар Линдблом 42:52 − Маркус Кригер 48:55 − Антон Ландер 52:33 − Вилијам Ниландер 55:32 − Антон Ландер 58:29 − Патрик Хернквист |                  | Судије Стивен Рено Петар Стано Линијске судије Ендру Далтон Дмитриј Шишло |
| 6 мин | Искључења                       | 4 мин |                  | Судије Стивен Рено Петар Стано Линијске судије Ендру Далтон Дмитриј Шишло |
| 13    | Шутеви на гол                   | 58 |                  | Судије Стивен Рено Петар Стано Линијске судије Ендру Далтон Дмитриј Шишло |

| 12. мај 2019. 20:15 | Летонија | 1 : 3 0:0, 1:1, 0:2 | Швајцарска | Арена Ондреј Непела, Братислава Посетилаца: 7.773 |

| Извор                     | Извор            | Извор                                                           | Извор           | Извор                                                                               |
| ------------------------- | ---------------- | --------------------------------------------------------------- | --------------- | ----------------------------------------------------------------------------------- |
|                           | Елвис Мерзљикинс | Голмани                                                         | Леонардо Џенони | Судије Брет Ајверсон Мико Каукокари Линијске судије Вилијам Хенкок Мирослав Лхотски |
| − Микс Индрашис − 34:15 − | 0:1 1:1 1:2 1:3  | 33:44 − Грегори Хофман − 56:21 − Нико Хишир 59:19 − Симон Мозер |                 | Судије Брет Ајверсон Мико Каукокари Линијске судије Вилијам Хенкок Мирослав Лхотски |
| 10 мин                    | Искључења        | 12 мин                                                          |                 | Судије Брет Ајверсон Мико Каукокари Линијске судије Вилијам Хенкок Мирослав Лхотски |
| 21                        | Шутеви на гол    | 37                                                              |                 | Судије Брет Ајверсон Мико Каукокари Линијске судије Вилијам Хенкок Мирослав Лхотски |

| 13. мај 2019. 16:15 | Русија | 3 : 0 1:0, 1:0, 1:0 | Чешка | Арена Ондреј Непела, Братислава Посетилаца: 9.085 |

| Извор                                                              | Извор             | Извор   | Извор           | Извор                                                                          |
| ------------------------------------------------------------------ | ----------------- | ------- | --------------- | ------------------------------------------------------------------------------ |
|                                                                    | Андреј Василевски | Голмани | Патрик Бартошак | Судије Брет Ајверсон Петар Стано Линијске судије Хану Сормунен Нејтан Ваностен |
| Сергеј Андронов − 13:02 Никита Гусев − 32:05 Никита Зајцев − 59:04 | 1:0 2:0 3:0       | −       |                 | Судије Брет Ајверсон Петар Стано Линијске судије Хану Сормунен Нејтан Ваностен |
| 10 мин                                                             | Искључења         | 16 мин  |                 | Судије Брет Ајверсон Петар Стано Линијске судије Хану Сормунен Нејтан Ваностен |
| 28                                                                 | Шутеви на гол     | 23      |                 | Судије Брет Ајверсон Петар Стано Линијске судије Хану Сормунен Нејтан Ваностен |

| 13. мај 2019. 20:15 | Норвешка | 1 : 9 0:3, 0:5, 1:1 | Шведска | Арена Ондреј Непела, Братислава Посетилаца: 8.850 |

| Извор                        | Извор                                   | Извор | Извор           | Извор                                                                         |
| ---------------------------- | --------------------------------------- | --- | --------------- | ----------------------------------------------------------------------------- |
|                              | Хенрик Хаукеланд Хенрик Холм            | Голмани | Јакоб Маркстрем | Судије Роман Гофман Гордон Шукис Линијске судије Вилијам Хенкок Јуп Лермакерс |
| − Матијас Третенес − 51:14 − | 0:1 0:2 0:3 0:4 0:5 0:6 0:7 0:8 1:8 1:9 | 00:09 − Александар Венберг 06:40 − Патрик Хернквист 18:22 − Патрик Хернквист 22:05 − Адриан Кемпе 25:54 − Оливер Екман Ларсон 26:40 − Марио Кемпе 29:38 − Александар Венеберг 38:40 − Луи Ериксон − 57:29 − Оскар Линдблом |                 | Судије Роман Гофман Гордон Шукис Линијске судије Вилијам Хенкок Јуп Лермакерс |
| 8 мин                        | Искључења                               | 16 мин |                 | Судије Роман Гофман Гордон Шукис Линијске судије Вилијам Хенкок Јуп Лермакерс |
| 17                           | Шутеви на гол                           | 44 |                 | Судије Роман Гофман Гордон Шукис Линијске судије Вилијам Хенкок Јуп Лермакерс |

| 14. мај 2019. 16:15 | Италија | 0 : 3 0:0, 0:2, 0:1 | Летонија | Арена Ондреј Непела, Братислава Посетилаца: 5.532 |

| Извор | Извор           | Извор                                                                   | Извор               | Извор                                                                      |
| ----- | --------------- | ----------------------------------------------------------------------- | ------------------- | -------------------------------------------------------------------------- |
|       | Андреас Бернард | Голмани                                                                 | Кристерс Гудљевскис | Судије Стивен Рено Гордон Шукис Линијске судије Ендру Далтон Хану Сормунен |
| −     | 0:1 0:2 0:3     | 29:11 − Робертс Букартс 38:14 − Рихардс Маренис 59:04 − Теодорс Бљугерс |                     | Судије Стивен Рено Гордон Шукис Линијске судије Ендру Далтон Хану Сормунен |
| 6 мин | Искључења       | 2 мин                                                                   |                     | Судије Стивен Рено Гордон Шукис Линијске судије Ендру Далтон Хану Сормунен |
| 15    | Шутеви на гол   | 65                                                                      |                     | Судије Стивен Рено Гордон Шукис Линијске судије Ендру Далтон Хану Сормунен |

| 14. мај 2019. 20:15 | Швајцарска | 4 : 0 1:0, 0:0, 3:0 | Аустрија | Арена Ондреј Непела, Братислава Посетилаца: 4.488 |

| Извор                                                                               | Извор           | Извор   | Извор        | Извор                                                                             |
| ----------------------------------------------------------------------------------- | --------------- | ------- | ------------ | --------------------------------------------------------------------------------- |
|                                                                                     | Рето Бера       | Голмани | Давид Кикерт | Судије Мико Каукокари Алекси Рантала Линијске судије Рене Јенсен Лаури Никулаинен |
| Кевин Фјала − 19:27 Роман Јоси − 53:02 Филип Курашев − 58:34 Свен Андригето − 59:47 | 1:0 2:0 3:0 4:0 | −       |              | Судије Мико Каукокари Алекси Рантала Линијске судије Рене Јенсен Лаури Никулаинен |
| 18 мин                                                                              | Искључења       | 28 мин  |              | Судије Мико Каукокари Алекси Рантала Линијске судије Рене Јенсен Лаури Никулаинен |
| 45                                                                                  | Шутеви на гол   | 18      |              | Судије Мико Каукокари Алекси Рантала Линијске судије Рене Јенсен Лаури Никулаинен |

| 15. мај 2019. 16:15 | Швајцарска | 4 : 1 1:0, 1:0, 2:1 | Норвешка | Арена Ондреј Непела, Братислава Посетилаца: 4.673 |

| Извор                                                                                 | Извор               | Извор                       | Извор       | Извор                                                                           |
| ------------------------------------------------------------------------------------- | ------------------- | --------------------------- | ----------- | ------------------------------------------------------------------------------- |
|                                                                                       | Леонардо Ђенони     | Голмани                     | Хенрик Холм | Судије Брет Ајверсон Џереми Тафтс Линијске судије Ендру Далтон Лаури Никулаинен |
| Андрес Амбил − 05:30 Нико Хишир − 20:34 Грегори Хофман − 49:01 Андрес Амбил − 56:02 − | 1:0 2:0 3:0 4:0 4:1 | − 58:04 − Тобијас Линдстрем |             | Судије Брет Ајверсон Џереми Тафтс Линијске судије Ендру Далтон Лаури Никулаинен |
| 10 мин                                                                                | Искључења           | 28 мин                      |             | Судије Брет Ајверсон Џереми Тафтс Линијске судије Ендру Далтон Лаури Никулаинен |
| 42                                                                                    | Шутеви на гол       | 32                          |             | Судије Брет Ајверсон Џереми Тафтс Линијске судије Ендру Далтон Лаури Никулаинен |

| 15. мај 2019. 20:15 | Русија | 10 : 0 4:0, 4:0, 2:0 | Италија | Арена Ондреј Непела, Братислава Посетилаца: 7.535 |

| Извор | Извор                                    | Извор   | Извор                           | Извор                                                                           |
| --- | ---------------------------------------- | ------- | ------------------------------- | ------------------------------------------------------------------------------- |
| | Андреј Василевски                        | Голмани | Андреас Бернард Марко де Филипо | Судије Мико Каукокари Алекси Рантала Линијске судије Рене Јенсен Дастин Макранк |
| Никита Зајцев − 00:31 Динар Хафизулин − 08:30 Јевгениј Кузњецов −13:15 Александар Овечкин − 16:14 Јевгениј Кузњецов− 20:18 Иља Коваљчук − 26:03 Јевгениј Дадонов − 33:41 Михаил Григоренко − 36:25 Никита Кучеров − 44:52 Јевгениј Дадонов − 45:27 | 1:0 2:0 3:0 4:0 5:0 6:0 7:0 8:0 9:0 10:0 | −       |                                 | Судије Мико Каукокари Алекси Рантала Линијске судије Рене Јенсен Дастин Макранк |
| 4 мин | Искључења                                | 8 мин   |                                 | Судије Мико Каукокари Алекси Рантала Линијске судије Рене Јенсен Дастин Макранк |
| 40 | Шутеви на гол                            | 15      |                                 | Судије Мико Каукокари Алекси Рантала Линијске судије Рене Јенсен Дастин Макранк |

| 16. мај 2019. 16:15 | Шведска | 9 : 1 5:0, 2:0, 2:1 | Аустрија | Арена Ондреј Непела, Братислава Посетилаца: 8.386 |

| Извор | Извор                                   | Извор                 | Извор             | Извор                                                                       |
| --- | --------------------------------------- | --------------------- | ----------------- | --------------------------------------------------------------------------- |
| | Хенрик Лундквист                        | Голмани               | Бернард Штаркбаум | Судије Брет Ајверсон Петар Стано Линијске судије Ендру Далтон Хану Сормунен |
| Габријел Ландеског − 01:09 Маркус Кригер − 02:37 Вилијам Ниландер − 05:41 Адам Ларсон − 07:32 Адриан Кемпе − 14:39 Денис Расмусен − 29:13 Елијас Линдхолм − 33:22 Оливер Екман-Ларсон − 42:40 Елијас Петерсон − 45:31 − | 1:0 2:0 3:0 4:0 5:0 6:0 7:0 8:0 9:0 9:1 | − 47:46 − Михаел Рафл |                   | Судије Брет Ајверсон Петар Стано Линијске судије Ендру Далтон Хану Сормунен |
| 8 мин | Искључења                               | 10 мин                |                   | Судије Брет Ајверсон Петар Стано Линијске судије Ендру Далтон Хану Сормунен |
| 36 | Шутеви на гол                           | 22                    |                   | Судије Брет Ајверсон Петар Стано Линијске судије Ендру Далтон Хану Сормунен |

| 16. мај 2019. 20:15 | Чешка | 6 : 3 0:2, 4:0, 2:1 | Летонија | Арена Ондреј Непела, Братислава Посетилаца: 9.084 |

| Извор | Извор                               | Извор                                                                   | Извор            | Извор                                                                       |
| --- | ----------------------------------- | ----------------------------------------------------------------------- | ---------------- | --------------------------------------------------------------------------- |
| | Патрик Бартошак                     | Голмани                                                                 | Елвис Мерзљикинс | Судије Оливје Гуан Џереми Тафтс Линијске судије Дмитриј Гољак Брајан Оливер |
| − Филип Хронек − 25:41 Јан Коварж − 31:01 Јакуб Ворачек − 37:38 Јакуб Врана − 38:40 Доминик Симон − 45:44 − Јакуб Ворачек − 58:28 | 0:1 0:2 1:2 2:2 3:2 4:2 5:2 5:3 6:3 | 06:04 − Микс Индрашис 13:08 − Лаурис Дарзињш − 55:28 − Лаурис Дарзињш − |                  | Судије Оливје Гуан Џереми Тафтс Линијске судије Дмитриј Гољак Брајан Оливер |
| 14 мин | Искључења                           | 54 мин                                                                  |                  | Судије Оливје Гуан Џереми Тафтс Линијске судије Дмитриј Гољак Брајан Оливер |
| 39 | Шутеви на гол                       | 24                                                                      |                  | Судије Оливје Гуан Џереми Тафтс Линијске судије Дмитриј Гољак Брајан Оливер |

| 17. мај 2019. 16:15 | Аустрија | 3 : 5 0:1, 1:1, 2:3 | Норвешка | Арена Ондреј Непела, Братислава Посетилаца: 8.196 |

| Извор                                                                            | Извор                           | Извор | Извор       | Извор                                                                         |
| -------------------------------------------------------------------------------- | ------------------------------- | --- | ----------- | ----------------------------------------------------------------------------- |
|                                                                                  | Бернард Штаркбаум               | Голмани | Хенрик Холм | Судије Јан Хрибик Алекси Рантала Линијске судије Дмитриј Гољак Дастин Макранк |
| − Петер Шнајдер − 22:08 − Константин Комарек − 49:37 − Доминик Хајнрих − 59:09 − | 0:1 1:1 1:2 2:2 2:3 2:4 3:4 3:5 | 02:01 − Кристијан Бул − 36:42 − Јоханес Јоханесен − 50:33 − Александар Рејхенберг 53:22 − Кристијан Бул − 59:17 − Кристијан Бул |             | Судије Јан Хрибик Алекси Рантала Линијске судије Дмитриј Гољак Дастин Макранк |
| 4 мин                                                                            | Искључења                       | 8 мин |             | Судије Јан Хрибик Алекси Рантала Линијске судије Дмитриј Гољак Дастин Макранк |
| 33                                                                               | Шутеви на гол                   | 30 |             | Судије Јан Хрибик Алекси Рантала Линијске судије Дмитриј Гољак Дастин Макранк |

| 17. мај 2019. 20:15 | Чешка | 8 : 0 1:0, 4:0, 3:0 | Италија | Арена Ондреј Непела, Братислава Посетилаца: 9.082 |

| Извор | Извор                           | Извор   | Извор           | Извор                                                                             |
| --- | ------------------------------- | ------- | --------------- | --------------------------------------------------------------------------------- |
| | Павел Францоуз                  | Голмани | Марко де Филипо | Судије Оливје Гуан Јевгениј Ромашко Линијске судије Глеб Лазарев Лаури Никулаинен |
| Милан Гулаш − 07:04 Радко Гудас − 27:09 Михаел Фролик − 32:07 Јан Коварж − 33:43 Дмитриј Јашкин − 34:17 Доминик Симон − 56:02 Дмитриј Јашкин − 57:42 Михаел Фролик − 57:58 | 1:0 2:0 3:0 4:0 5:0 6:0 7:0 8:0 | −       |                 | Судије Оливје Гуан Јевгениј Ромашко Линијске судије Глеб Лазарев Лаури Никулаинен |
| 2 мин | Искључења                       | 6 мин   |                 | Судије Оливје Гуан Јевгениј Ромашко Линијске судије Глеб Лазарев Лаури Никулаинен |
| 48 | Шутеви на гол                   | 15      |                 | Судије Оливје Гуан Јевгениј Ромашко Линијске судије Глеб Лазарев Лаури Никулаинен |

| 18. мај 2019. 12:15 | Летонија | 1 : 3 1:0, 0:3, 0:0 | Русија | Арена Ондреј Непела, Братислава Посетилаца: 9.084 |

| Извор                      | Извор            | Извор                                                               | Извор             | Извор                                                                          |
| -------------------------- | ---------------- | ------------------------------------------------------------------- | ----------------- | ------------------------------------------------------------------------------ |
|                            | Елвис Мерзљикинс | Голмани                                                             | Андреј Василевски | Судије Јан Хрибик Максим Сидоренко Линијске судије Дмитриј Гољак Брајан Оливер |
| Оскарс Цибуљскис − 10:28 − | 1:0 1:1 1:2 1:3  | − 20:27 − Дмитриј Орлов 23:50 − Никита Гусев 32:40 − Никита Кучеров |                   | Судије Јан Хрибик Максим Сидоренко Линијске судије Дмитриј Гољак Брајан Оливер |
| 12 мин                     | Искључења        | 18 мин                                                              |                   | Судије Јан Хрибик Максим Сидоренко Линијске судије Дмитриј Гољак Брајан Оливер |
| 27                         | Шутеви на гол    | 33                                                                  |                   | Судије Јан Хрибик Максим Сидоренко Линијске судије Дмитриј Гољак Брајан Оливер |

| 18. мај 2019. 16:15 | Италија | 1 : 7 0:1, 0:0, 1:6 | Норвешка | Арена Ондреј Непела, Братислава Посетилаца: 8.872 |

| Извор                     | Извор                           | Извор | Извор       | Извор                                                                                |
| ------------------------- | ------------------------------- | --- | ----------- | ------------------------------------------------------------------------------------ |
|                           | Андреас Бернард                 | Голмани | Хенрик Холм | Судије Јевгениј Ромашко Џереми Тафтс Линијске судије Дастин Макранк Лаури Никулаинен |
| − Ангело Мичели − 42:13 − | 0:1 0:2 1:2 1:3 1:4 1:5 1:6 1:7 | 15:23 − Александар Рејхенберг 41:47 − Матијас Третенес − 43:55 − Михаел Хага 47:45 − Тобијас Линдстрем 49:06 − Сондре Олден 51:39 − Мартин Рејмарк 59:08 − Стефан Еспеланд |             | Судије Јевгениј Ромашко Џереми Тафтс Линијске судије Дастин Макранк Лаури Никулаинен |
| 4 мин                     | Искључења                       | 8 мин |             | Судије Јевгениј Ромашко Џереми Тафтс Линијске судије Дастин Макранк Лаури Никулаинен |
| 20                        | Шутеви на гол                   | 35 |             | Судије Јевгениј Ромашко Џереми Тафтс Линијске судије Дастин Макранк Лаури Никулаинен |

| 18. мај 2019. 20:15 | Шведска | 4 : 3 1:1, 2:1, 1:1 | Швајцарска | Арена Ондреј Непела, Братислава Посетилаца: 9.085 |

| Извор | Извор                       | Извор                                                               | Извор     | Извор                                                                        |
| --- | --------------------------- | ------------------------------------------------------------------- | --------- | ---------------------------------------------------------------------------- |
| | Хенрик Лундквист            | Голмани                                                             | Рето Бера | Судије Оливје Гуан Мануел Николић Линијске судије Рене Јенсен Јиржи Ондрачек |
| − Александар Венберг − 18:44 Вилијам Ниландер − 25:20 − Ерик Густафсон − 28:28 − Оливер Екман-Ларсон − 51:47 | 0:1 1:1 2:1 2:2 3:2 3:3 4:3 | 04:09 − Свен Андригето − 27:58 − Жоел Женази − 50:27 − Гаетан Хас − |           | Судије Оливје Гуан Мануел Николић Линијске судије Рене Јенсен Јиржи Ондрачек |
| 12 мин | Искључења                   | 6 мин                                                               |           | Судије Оливје Гуан Мануел Николић Линијске судије Рене Јенсен Јиржи Ондрачек |
| 29 | Шутеви на гол               | 24                                                                  |           | Судије Оливје Гуан Мануел Николић Линијске судије Рене Јенсен Јиржи Ондрачек |

| 19. мај 2019. 16:15 | Аустрија | 0 : 8 0:2, 0:3, 0:3 | Чешка | Арена Ондреј Непела, Братислава Посетилаца: 9.072 |

| Извор  | Извор                           | Извор | Извор          | Извор                                                                             |
| ------ | ------------------------------- | --- | -------------- | --------------------------------------------------------------------------------- |
|        | Лукас Херцог                    | Голмани | Павел Францоуз | Судије Алекси Рантала Максим Сидоренко Линијске судије Рене Јенсен Дастин Макранк |
| −      | 0:1 0:2 0:3 0:4 0:5 0:6 0:7 0:8 | 06:30 − Радек Фукса 14:30 − Доминик Кубалик 20:41 − Доминик Симон 30:14 − Михал Репик 30:55 − Михаел Фролик 42:26 − Михал Репик 44:06 − Јан Коларж 45:01 − Јакуб Врана |                | Судије Алекси Рантала Максим Сидоренко Линијске судије Рене Јенсен Дастин Макранк |
| 10 мин | Искључења                       | 16 мин |                | Судије Алекси Рантала Максим Сидоренко Линијске судије Рене Јенсен Дастин Макранк |
| 16     | Шутеви на гол                   | 39 |                | Судије Алекси Рантала Максим Сидоренко Линијске судије Рене Јенсен Дастин Макранк |

| 19. мај 2019. 20:16 | Швајцарска | 0 : 3 0:1, 0:1, 0:1 | Русија | Арена Ондреј Непела, Братислава Посетилаца: 9.056 |

| Извор | Извор           | Извор                                                                 | Извор                | Извор                                                                            |
| ----- | --------------- | --------------------------------------------------------------------- | -------------------- | -------------------------------------------------------------------------------- |
|       | Леонардо Ђенони | Голмани                                                               | Александар Георгијев | Судије Тобиас Бјерк Џереми Тафтс Линијске судије Андреас Малмквист Брајан Оливер |
| −     | 0:1 0:2 0:3     | 03:36 − Артјом Анисимов 26:20 − Никита Кучеров 55:20 − Никита Кучеров |                      | Судије Тобиас Бјерк Џереми Тафтс Линијске судије Андреас Малмквист Брајан Оливер |
| 8 мин | Искључења       | 14 мин                                                                |                      | Судије Тобиас Бјерк Џереми Тафтс Линијске судије Андреас Малмквист Брајан Оливер |
| 31    | Шутеви на гол   | 34                                                                    |                      | Судије Тобиас Бјерк Џереми Тафтс Линијске судије Андреас Малмквист Брајан Оливер |

| 20. мај 2019. 16:15 | Шведска | 5 : 4 1:0, 1:1, 3:3 | Летонија | Арена Ондреј Непела, Братислава Посетилаца: 9.085 |

| Извор | Извор                               | Извор                                                                                              | Извор                                | Извор                                                                               |
| --- | ----------------------------------- | -------------------------------------------------------------------------------------------------- | ------------------------------------ | ----------------------------------------------------------------------------------- |
| | Хенрик Лундквист                    | Голмани                                                                                            | Кристерс Гудљевскис Елвис Мерзљикинс | Судије Алекси Рантала Јевгениј Ромашко Линијске судије Рене Јенсен Лаури Никулаинен |
| Елијас Петерсон − 10:15 − Адријан Кемпе − 33:38 − Антон Ландер − 49:00 Патрик Хернквист − 50:09 − Денис Расмусен − 59<.26 | 1:0 1:1 2:1 2:2 2:3 3:3 4:3 4:4 5:4 | − 29:35 − Робертс Букартс − 41:11 − Робертс Букартс 43:42 − Јанис Јакс − 56:36 − Робертс Букартс − |                                      | Судије Алекси Рантала Јевгениј Ромашко Линијске судије Рене Јенсен Лаури Никулаинен |
| 6 мин | Искључења                           | 6 мин                                                                                              |                                      | Судије Алекси Рантала Јевгениј Ромашко Линијске судије Рене Јенсен Лаури Никулаинен |
| 35 | Шутеви на гол                       | 29                                                                                                 |                                      | Судије Алекси Рантала Јевгениј Ромашко Линијске судије Рене Јенсен Лаури Никулаинен |

| 20. мај 2019. 20:15 | Аустрија | 3 : 4 (пен) 2:1, 0:2, 1:0; 0:0; 0:1 | Италија | Арена Ондреј Непела, Братислава Посетилаца: 9.085 |

| Извор | Извор                          | Извор | Извор           | Извор                                                                      |
| --- | ------------------------------ | --- | --------------- | -------------------------------------------------------------------------- |
| | Давид Кикерт                   | Голмани | Андреас Бернард | Судије Јан Хрибик Џереми Тафтс Линијске судије Глеб Лазарев Јиржи Ондрачек |
| − Мануел Ганал − 11:25 Михаел Рафл − 16:08 − Михаел Рафл − 41:45 Мануел Ганал Константин Комарек Михаел Рафл Доминик Хајнрих Александар Раухенвалд]] Константин Комарек Петер Шнајдер | 0:1 1:1 2:1 2:2 2:3 3:3 Пенали | 09:59 − Антони Бардаро − 34:35 − Симон Костнер 38:57 − Марко Роса − Шон Макмонагл Антони Бардаро Ангело Мичели Армин Хофер Марко Роса Ангело Мичели Шон Макмонагл |                 | Судије Јан Хрибик Џереми Тафтс Линијске судије Глеб Лазарев Јиржи Ондрачек |
| 4 мин | Искључења                      | 6 мин |                 | Судије Јан Хрибик Џереми Тафтс Линијске судије Глеб Лазарев Јиржи Ондрачек |
| 41 | Шутеви на гол                  | 23 |                 | Судије Јан Хрибик Џереми Тафтс Линијске судије Глеб Лазарев Јиржи Ондрачек |

| 21. мај 2019. 12:15 | Чешка | 5 : 4 1:1, 3:1, 1:2 | Швајцарска | Арена Ондреј Непела, Братислава Посетилаца: 9.085 |

| Извор | Извор                               | Извор                                                                                          | Извор                  | Извор                                                                            |
| --- | ----------------------------------- | ---------------------------------------------------------------------------------------------- | ---------------------- | -------------------------------------------------------------------------------- |
| | Патрик Бартошак                     | Голмани                                                                                        | Рето Бера Роберт Мајер | Судије Тобиас Бјерк Јевгениј Ромашко Линијске судије Дмитриј Гољак Брајан Оливер |
| − Јакуб Ворачек − 12:21 Доминик Симон − 20:38 Михаел Фролик − 26:20 − Доминик Кубалик − 28:27 − Јан Рута − 58:33 | 0:1 1:1 2:1 3:1 3:2 4:2 4:3 4:4 5:4 | 02:13 − Лукас Фрик − 26:49 − Тристан Шервеј − 41:47 − Тристан Шервеј 56:19 − Нино Нидерајтер − |                        | Судије Тобиас Бјерк Јевгениј Ромашко Линијске судије Дмитриј Гољак Брајан Оливер |
| 14 мин | Искључења                           | 14 мин                                                                                         |                        | Судије Тобиас Бјерк Јевгениј Ромашко Линијске судије Дмитриј Гољак Брајан Оливер |
| 26 | Шутеви на гол                       | 40                                                                                             |                        | Судије Тобиас Бјерк Јевгениј Ромашко Линијске судије Дмитриј Гољак Брајан Оливер |

| 21. мај 2019. 16:15 | Норвешка | 1 : 4 1:0, 0:1, 0:3 | Летонија | Арена Ондреј Непела, Братислава Посетилаца: 8.965 |

| Извор                       | Извор            | Извор                                                                                     | Извор            | Извор                                                                               |
| --------------------------- | ---------------- | ----------------------------------------------------------------------------------------- | ---------------- | ----------------------------------------------------------------------------------- |
|                             | Хенрик Хаукеланд | Голмани                                                                                   | Елвис Мерзљикинс | Судије Мануел Николић Алекси Рантала Линијске судије Глеб Лазарев Андреас Малмквист |
| Тобијас Линдстрем − 15:18 − | 1:0 1:1 1:2 1:4  | − 22:43 − Микс Индрашис 46:59 − Јанис Јакс 47:55 − Рихардс Маренис 54:13 − Роналдс Кенињш |                  | Судије Мануел Николић Алекси Рантала Линијске судије Глеб Лазарев Андреас Малмквист |
| 4 мин                       | Искључења        | 6 мин                                                                                     |                  | Судије Мануел Николић Алекси Рантала Линијске судије Глеб Лазарев Андреас Малмквист |
| 20                          | Шутеви на гол    | 38                                                                                        |                  | Судије Мануел Николић Алекси Рантала Линијске судије Глеб Лазарев Андреас Малмквист |

| 21. мај 2019. 20:15 | Шведска | 4 : 7 1:0, 0:6, 3:1 | Русија | Арена Ондреј Непела, Братислава Посетилаца: 9.085 |

| Извор | Извор                                       | Извор | Извор             | Извор                                                                       |
| --- | ------------------------------------------- | --- | ----------------- | --------------------------------------------------------------------------- |
| | Јакоб Маркстрем                             | Голмани | Андреј Ваислевски | Судије Оливје Гуан Јан Хрибик Линијске судије Дастин Макранк Јиржи Ондрачек |
| Габријел Ландеског − 07:32 − Вилијам Ниландер − 52:02 − Оливер Екман-Ларсон − 56:22 Јон Клингберг − 58:49 | 1:0 1:1 1:2 1:3 1:4 1:5 1:6 2:6 2:7 3:7 4:7 | − 20:57 − Артјом Анисимов 24:10 − Јевгениј Дадонов 28:52 − Александар Овечкин 34:39 − Кирил Капризов 37:17 − Михаил Григоренко 37:47 − Јевгениј Малкин − 52:57 − Дмитриј Орлов − |                   | Судије Оливје Гуан Јан Хрибик Линијске судије Дастин Макранк Јиржи Ондрачек |
| 12 мин | Искључења                                   | 6 мин |                   | Судије Оливје Гуан Јан Хрибик Линијске судије Дастин Макранк Јиржи Ондрачек |
| 37 | Шутеви на гол                               | 34 |                   | Судије Оливје Гуан Јан Хрибик Линијске судије Дастин Макранк Јиржи Ондрачек |

## Елиминациона фаза
Парови четвртфинала одређени су на основу пласмана у групној фази такмичења, док је за полуфинале обављен накнадни жреб на коме су парови одређени на основу пласмана на ранг листи ИИХФ-а (по систему где је најбоља екипа играла са најлошијом)  
|  | Четвртфинала     | Четвртфинала |              |   | Полуфинала | Полуфинала         |                    |  | Финале | Финале |
|  |                  |              |              |   |            |                    |                    |  |        |        |
|  | 23. мај          |              |              |   |            |                    |                    |  |        |        |
|  |                  |              |              |   |            |                    |                    |  |        |        |
|  | Русија           | 4            |              |   |            |                    |                    |  |        |        |
|  | Русија           | 4            | 25. мај      |   |            |                    |                    |  |        |        |
|  | Сједињене Државе | 3            |              |   |            |                    |                    |  |        |        |
|  | Сједињене Државе | 3            | Русија       | 0 |            |                    |                    |  |        |        |
|  | 23. мај          |              | Русија       | 0 |            |                    |                    |  |        |        |
|  |                  |              | Финска       | 1 |            |                    |                    |  |        |        |
|  | Канада (про)     | 3            | Финска       | 1 |            |                    |                    |  |        |        |
|  | Канада (про)     | 3            | 26. мај      |   |            |                    |                    |  |        |        |
|  | Швајцарска       | 2            |              |   |            |                    |                    |  |        |        |
|  | Швајцарска       | 2            | Канада       | 1 |            |                    |                    |  |        |        |
|  | 23. мај          |              | Канада       | 1 |            |                    |                    |  |        |        |
|  |                  | Финска       | 3            |   |            |                    |                    |  |        |        |
|  | Чешка            | Финска       | 3            | 5 |            |                    |                    |  |        |        |
|  | Чешка            | 25. мај      |              | 5 |            |                    |                    |  |        |        |
|  | Немачка          | 1            |              |   |            |                    |                    |  |        |        |
|  | Немачка          | 1            | Канада       | 5 |            |                    |                    |  |        |        |
|  | 23. мај          |              | Канада       | 5 |            |                    |                    |  |        |        |
|  |                  |              | Чешка        | 1 |            | Утакмица за бронзу | Утакмица за бронзу |  |        |        |
|  | Финска (про)     | 5            | Чешка        | 1 |            | Утакмица за бронзу | Утакмица за бронзу |  |        |        |
|  | Финска (про)     | 5            | 26. мај      |   |            |                    |                    |  |        |        |
|  | Шведска          | 4            |              |   |            |                    |                    |  |        |        |
|  | Шведска          | 4            | Русија (пен) | 3 |            |                    |                    |  |        |        |
|  |                  |              |              |   |            |                    |                    |  |        |        |
|  | Чешка            | 2            |              |   |            |                    |                    |  |        |        |
|  | Чешка            | 2            |              |   |            |                    |                    |  |        |        |

### Четвртфинала
| 23. мај 2019. 16:15 | Канада | 3 : 2 (про) 0:1, 1:1, 1:0; 1:0 | Швајцарска | Арена Ондреј Непела, Братислава Посетилаца: 6.157 |

| Извор                                                             | Извор               | Извор                                         | Извор           | Извор                                                                             |
| ----------------------------------------------------------------- | ------------------- | --------------------------------------------- | --------------- | --------------------------------------------------------------------------------- |
|                                                                   | Мет Мареј           | Голмани                                       | Леонардо Џенони | Судије Мартин Фрањо Алекси Рантала Линијске судије Мирослав Лхотски Хану Сормунен |
| − Марк Стоун − 25:45 − Дејмон Сиверсон − 59:59 Марк Стоун − 65:07 | 0:1 1:1 1:2 2:2 3:2 | 18:06 − Свен Андригето − 39:57 − Нико Хишир − |                 | Судије Мартин Фрањо Алекси Рантала Линијске судије Мирослав Лхотски Хану Сормунен |
| 6 мин                                                             | Искључења           | 2 мин                                         |                 | Судије Мартин Фрањо Алекси Рантала Линијске судије Мирослав Лхотски Хану Сормунен |
| 42                                                                | Шутеви на гол       | 24                                            |                 | Судије Мартин Фрањо Алекси Рантала Линијске судије Мирослав Лхотски Хану Сормунен |

| 23. мај 2019. 16:15 | Русија | 4 : 3 2:0, 0:1, 2:2 | Сједињене Државе | Стил арена, Кошице Посетилаца: 9.085 |

| Извор                                                                                               | Извор                       | Извор                                                                | Извор        | Извор                                                                             |
| --------------------------------------------------------------------------------------------------- | --------------------------- | -------------------------------------------------------------------- | ------------ | --------------------------------------------------------------------------------- |
| | Андреј Василевски           | Голмани                                                              | Кори Шнајдер | Судије Тобијас Бјерк Оливје Гуан Линијске судије Андреас Малмквист Јиржи Ондрачек |
| Никита Гусев − 01:07 Михаил Сергачев − 15:07 − Кирил Капризов − 41:31 − Михаил Григоренко − 47:02 − | 1:0 2:0 2:1 3:1 3:2 4:2 4:3 | − 22:22 − Брејди Шеј − 45:53 − Ноа Ханифин − 57:10 − Алекс Дебринкет |              | Судије Тобијас Бјерк Оливје Гуан Линијске судије Андреас Малмквист Јиржи Ондрачек |
| 2 мин                                                                                               | Искључења                   | 2 мин                                                                |              | Судије Тобијас Бјерк Оливје Гуан Линијске судије Андреас Малмквист Јиржи Ондрачек |
| 43                                                                                                  | Шутеви на гол               | 32                                                                   |              | Судије Тобијас Бјерк Оливје Гуан Линијске судије Андреас Малмквист Јиржи Ондрачек |

| 23. мај 2019. 20:15 | Финска | 5 : 4 (про) 1:2, 2:2, 1:0; 1:0 | Шведска | Арена Ондреј Непела, Братислава Посетилаца: 6.304 |

| Извор | Извор                               | Извор                                                                                               | Извор            | Извор                                                                          |
| --- | ----------------------------------- | --------------------------------------------------------------------------------------------------- | ---------------- | ------------------------------------------------------------------------------ |
| | Кевин Ланкинен                      | Голмани                                                                                             | Хенрик Лундквист | Судије Роман Гофман Брет Ајверсон Линијске судије Вилијам Хенкок Дмитриј Шишло |
| Нико Микола − 01:00 − Петери Линдбом − 25:04 Јани Хаканпе − 29:08 − Марко Антила − 58:31 Сакари Манинен − 61:37 | 1:0 1:1 1:2 1:3 2:3 3:3 3:4 4:4 5:4 | − 02:38 − Јон Клингберг 16:57 − Патрик Хернквист 20:25 − Елијас Петерсон − 39:53 − Ерик Густафсон − |                  | Судије Роман Гофман Брет Ајверсон Линијске судије Вилијам Хенкок Дмитриј Шишло |
| 4 мин | Искључења                           | 0 мин                                                                                               |                  | Судије Роман Гофман Брет Ајверсон Линијске судије Вилијам Хенкок Дмитриј Шишло |
| 32 | Шутеви на гол                       | 18                                                                                                  |                  | Судије Роман Гофман Брет Ајверсон Линијске судије Вилијам Хенкок Дмитриј Шишло |

| 23. мај 2019. 20:15 | Чешка | 5 : 1 0:0, 1:1, 4:0 | Немачка | Стил арена, Кошице Посетилаца: 9.085 |

| Извор | Извор                   | Извор                   | Извор          | Извор                                                                          |
| --- | ----------------------- | ----------------------- | -------------- | ------------------------------------------------------------------------------ |
| | Патрик Бартошак         | Голмани                 | Филип Грубауер | Судије Линус Елунд Џереми Тафтс Линијске судије Дмитриј Гољак Лаури Никулаинен |
| Јан Коварж − 33:41 − Јакуб Ворачек − 44:19 Доминик Кубалик − 51:41 Ондреј Палат − 53:08 Јан Коварж − 59:54 | 1:0 1:1 2:1 3:1 4:1 5:1 | − 37:46 − Франк Мауер − |                | Судије Линус Елунд Џереми Тафтс Линијске судије Дмитриј Гољак Лаури Никулаинен |
| 6 мин | Искључења               | 6 мин                   |                | Судије Линус Елунд Џереми Тафтс Линијске судије Дмитриј Гољак Лаури Никулаинен |
| 34 | Шутеви на гол           | 22                      |                | Судије Линус Елунд Џереми Тафтс Линијске судије Дмитриј Гољак Лаури Никулаинен |

### Полуфинала
| 25. мај 2019. 15:15 | Русија | 0 : 1 0:0, 0:0, 0:1 | Финска | Арена Ондреј Непела, Братислава Посетилаца: 9.085 |

| Извор | Извор             | Извор                | Извор          | Извор                                                                           |
| ----- | ----------------- | -------------------- | -------------- | ------------------------------------------------------------------------------- |
|       | Андреј Василевски | Голмани              | Кевин Ланкинен | Судије Тобијас Бјерк Мартин Фрањо Линијске судије Брајан Оливер Нејтан Ваностен |
| −     | 0:1               | 50:18 − Марко Антила |                | Судије Тобијас Бјерк Мартин Фрањо Линијске судије Брајан Оливер Нејтан Ваностен |
| 6 мин | Искључења         | 4 мин                |                | Судије Тобијас Бјерк Мартин Фрањо Линијске судије Брајан Оливер Нејтан Ваностен |
| 32    | Шутеви на гол     | 29                   |                | Судије Тобијас Бјерк Мартин Фрањо Линијске судије Брајан Оливер Нејтан Ваностен |

| 25. мај 2019. 19:15 | Канада | 5 : 1 1:0, 2:0, 2:1 | Чешка | Арена Ондреј Непела, Братислава Посетилаца: 9.085 |

| Извор                                                                                                | Извор                   | Извор                   | Извор                          | Извор                                                                        |
| --- | ----------------------- | ----------------------- | ------------------------------ | ---------------------------------------------------------------------------- |
| | Мет Мареј               | Голмани                 | Патрик Бартошак Павел Францоуз | Судије Мико Каукоари Џереми Тафтс Линијске судије Глеб Лазарев Хану Сормунен |
| Марк Стоун − 05:18 Дарнел Нурс − 20:10 Пјер Лик Дибоа − 25:06 Кајл Терис − 46:26 Тома Шабо − 53:00 − | 1:0 2:0 3:0 4:0 5:0 5:1 | − 53:59 − Томаш Зохорна |                                | Судије Мико Каукоари Џереми Тафтс Линијске судије Глеб Лазарев Хану Сормунен |
| 12 мин                                                                                               | Искључења               | 6 мин                   |                                | Судије Мико Каукоари Џереми Тафтс Линијске судије Глеб Лазарев Хану Сормунен |
| 30                                                                                                   | Шутеви на гол           | 41                      |                                | Судије Мико Каукоари Џереми Тафтс Линијске судије Глеб Лазарев Хану Сормунен |

### Утакмица за бронзану медаљу
| 26. мај 2019. 15:45 | Русија | 3 : 2 (пен) 1:2, 1:0, 0:0; 0:0; 1:0 | Чешка | Арена Ондреј Непела, Братислава Посетилаца: 9.085 |

| Извор                                                                                        | Извор                  | Извор                                                                                                | Извор        | Извор                                                                             |
| -------------------------------------------------------------------------------------------- | ---------------------- | --- | ------------ | --------------------------------------------------------------------------------- |
|                                                                                              | Андреј Василевски      | Голмани                                                                                              | Шимон Хрубец | Судије Оливје Гуан Мико Каукокари Линијске судије Андреас Малмквист Брајан Оливер |
| Михаил Григоренко − 13:00 − Артјом Анисимов − 20:39 Иља Коваљчук Никита Кучеров Никита Гусев | 1:0 1:1 1:2 2:2 Пенали | − 13:41 − Михал Ржепик 18:34 − Доминик Кубалик − Јакуб Врана Доминик Кубалик Јан Коварж Филип Хронек |              | Судије Оливје Гуан Мико Каукокари Линијске судије Андреас Малмквист Брајан Оливер |
| 2 мин                                                                                        | Искључења              | 4 мин                                                                                                |              | Судије Оливје Гуан Мико Каукокари Линијске судије Андреас Малмквист Брајан Оливер |
| 31                                                                                           | Шутеви на гол          | 50                                                                                                   |              | Судије Оливје Гуан Мико Каукокари Линијске судије Андреас Малмквист Брајан Оливер |

### Утакмица за златну медаљу
| 26. мај 2019. 20:10 | Канада | 1 : 3 1:0, 0:1, 0:2 | Финска | Арена Ондреј Непела, Братислава Посетилаца: 9.085 |

| Извор               | Извор           | Извор                                                            | Извор          | Извор                                                                          |
| ------------------- | --------------- | ---------------------------------------------------------------- | -------------- | ------------------------------------------------------------------------------ |
|                     | Мет Мареј       | Голмани                                                          | Кевин Ланкинен | Судије Тобиас Бјерк Џереми Тафтс Линијске судије Глеб Лазарев Мирослав Лхотски |
| Ши Тиодор − 10:02 − | 1:0 1:1 1:2 1:3 | − 22:35 − Марко Антила 42:35 − Марко Антила 55:54 − Хари Песонен |                | Судије Тобиас Бјерк Џереми Тафтс Линијске судије Глеб Лазарев Мирослав Лхотски |
| 6 мин               | Искључења       | 8 мин                                                            |                | Судије Тобиас Бјерк Џереми Тафтс Линијске судије Глеб Лазарев Мирослав Лхотски |
| 44                  | Шутеви на гол   | 22                                                               |                | Судије Тобиас Бјерк Џереми Тафтс Линијске судије Глеб Лазарев Мирослав Лхотски |

## Коначни пласман и признања

### Коначан пласман
Коначан пласман на светском првенству елитне дивизије 2019. је следећи:
|     | Финска           |
|     | Канада           |
|     | Русија           |
| 4.  | Чешка            |
| 5.  | Шведска          |
| 6.  | Немачка          |
| 7.  | Сједињене Државе |
| 8.  | Швајцарска       |
| 9.  | Словачка         |
| 10. | Летонија         |
| 11. | Данска           |
| 12. | Норвешка         |
| 13. | Велика Британија |
| 14. | Италија          |
| 15. | Француска        |
| 16. | Аустрија         |

## Играчка статистика

### Најбољи стрелци првенства
Играчи су на листи рангирани по броју освојених поена, а потом по головима:
| Хокејаш          | Ут. | Гол. | Асис. | Поени | +/- | Искљ. у мин |
| ---------------- | --- | ---- | ----- | ----- | --- | ----------- |
| Вилијам Ниландер | 8   | 5    | 13    | 18    | +16 | 0           |
| Никита Кучеров   | 10  | 6    | 10    | 16    | +11 | 4           |
| Никита Гусев     | 10  | 4    | 12    | 16    | +12 | 0           |
| Јакуб Ворачек    | 10  | 4    | 12    | 16    | +10 | 2           |
| Марк Стоун       | 10  | 8    | 6     | 14    | +10 | 0           |
| Ентони Манта     | 9   | 7    | 7     | 14    | +9  | 16          |
| Михаел Фролик    | 10  | 7    | 7     | 14    | +8  | 2           |
| Доминик Кубалик  | 10  | 6    | 6     | 12    | +10 | 0           |
| Доминик Симон    | 10  | 4    | 8     | 12    | +10 | 2           |
| Патрик Кејн      | 8   | 2    | 10    | 12    | 0   | 4           |

Извор: IIHF.com

### Најбољи голмани
Статистика 5 најбољих голмана базирана на проценту одбрањених шутева ка голу (сваки од голмана је одиграо минимум 40% минута своје екипе):
| Голман              | Мин    | ПГ | ППГ  | ШГ  | Одб%  | БПГ |
| ------------------- | ------ | -- | ---- | --- | ----- | --- |
| Андреј Василевски   | 488:02 | 13 | 1,60 | 240 | 94,58 | 2   |
| Кевин Ланкинен      | 480:41 | 12 | 1,50 | 207 | 94,20 | 2   |
| Матијас Нидербергер | 237:14 | 7  | 1,77 | 120 | 94,17 | 0   |
| Леонардо Ђенони     | 241:30 | 8  | 1,99 | 129 | 93,80 | 0   |
| Себастијан Дам      | 307:18 | 10 | 1,95 | 138 | 92,75 | 1   |

Извор: IIHF.com